# Liste der Kulturdenkmale in Loschwitz (M–Z)
Die Liste der Kulturdenkmale in Loschwitz umfasst sämtliche Kulturdenkmale der Dresdner Gemarkung Loschwitz. Die Anmerkungen sind zu beachten.

Diese Liste ist eine Teilliste der Liste der Kulturdenkmale in Dresden.

Diese Liste ist eine Teilliste der Liste der Kulturdenkmale in Sachsen.
Aufgrund der hohen Anzahl der Kulturdenkmale wurde die alphabetisch nach Adressen geordnete Liste in folgende zwei Teillisten untergliedert:
- Liste der Kulturdenkmale in Loschwitz (A–L)
- Liste der Kulturdenkmale in Loschwitz (M–Z)

Diese Teilliste enthält alle Kulturdenkmale von M bis Z.

## Legende
- Bild: Bild des Kulturdenkmals, ggf. zusätzlich mit einem Link zu weiteren Fotos des Kulturdenkmals im Medienarchiv Wikimedia Commons. Wenn man auf das Kamerasymbol klickt, können Fotos zu Kulturdenkmalen aus dieser Liste hochgeladen werden:
- Bezeichnung: Denkmalgeschützte Objekte und ggf. Bauwerksname des Kulturdenkmals
- Lage: Straßenname und Hausnummer oder Flurstücknummer des Kulturdenkmals. Die Grundsortierung der Liste erfolgt nach dieser Adresse. Der Link (Karte) führt zu verschiedenen Kartendiensten mit der Position des Kulturdenkmals. Fehlt dieser Link, wurden die Koordinaten noch nicht eingetragen. Sind diese bekannt, können sie über ein Tool mit einer Kartenansicht einfach nachgetragen werden. In dieser Kartenansicht sind Kulturdenkmale ohne Koordinaten mit einem roten bzw. orangen Marker dargestellt und können durch Verschieben auf die richtige Position in der Karte mit Koordinaten versehen werden. Kulturdenkmale ohne Bild sind an einem blauen bzw. roten Marker erkennbar.
- Datierung: Baubeginn, Fertigstellung, Datum der Erstnennung oder grobe zeitliche Einordnung entsprechend des Eintrags in der sächsischen Denkmaldatenbank
- Beschreibung: Kurzcharakteristik des Kulturdenkmals entsprechend des Eintrags in der sächsischen Denkmaldatenbank, ggf. ergänzt durch die dort nur selten veröffentlichten Erfassungstexte oder zusätzliche Informationen
- ID: Vom Landesamt für Denkmalpflege Sachsen vergebene, das Kulturdenkmal eindeutig identifizierende Objekt-Nummer. Der Link führt zum PDF-Denkmaldokument des Landesamtes für Denkmalpflege Sachsen. Bei ehemaligen Kulturdenkmalen können die Objektnummern unbekannt sein und deshalb fehlen bzw. die Links von aus der Datenbank entfernten Objektnummern ins Leere führen. Ein ggf. vorhandenes Icon  führt zu den Angaben des Kulturdenkmals bei Wikidata.

## Liste der Kulturdenkmale in Loschwitz
| Bild                                    | Bezeichnung | Lage                                               | Datierung | Beschreibung | ID       |
| --------------------------------------- | --- | -------------------------------------------------- | --- | --- | -------- |
|                                         | Villa mit Einfriedung | Malerstraße 1 (Karte)                              | 1902–1903 (Villa) | Fassade belebt von akzentuierten Elementen wie Zierfachwerk, dominanter seitlich angesetzter Turm, weitgehend ursprünglich erhalten, auch die Einfriedung, anschauliches Baubeispiel der Architektur um 1900 zwischen Historismus (Turmhaube) und Jugendstilmotiven (ausschwingende Fachwerkformen), vor allem baugeschichtlich bedeutend. | 09211234 |
|                                         | Villa mit Einfriedung in Ecklage | Malerstraße 6 (Karte)                              | 1900 (Villa) | Beispiel der versachlichten Reformarchitektur nach 1900 insbesondere mit neobarocken Anklängen (Mansardendach mit geschweiftem Abschluss), vor allem baugeschichtlich bedeutend. | 09211256 |
|                                         | Villa | Malerstraße 10 (Karte)                             | 1898–1899, bezeichnet 1898 (Villa) | anschauliches Beispiel für einen schon leicht versachlichten historisierenden Bau mit vergleichsweise wenig Bauschmuck aus dem Ende des 19. Jahrhunderts, mit regionalen gestalterischen Bezügen auch als Heimatstil bezeichnet, seitlich angesetzter dominanter Turm, auffällige Veranda, baugeschichtlich bedeutend. | 09211236 |
|                                         | Villa »Schöne Aussicht« | Malerstraße 14 (Karte)                             | 1904–1905 (Villa), 1922 (Garage) | Villa mit Einfriedung, Garage an der Ludwig-Richter-Straße (Nr. 1b) und offenem Gartenpavillon; repräsentativer, leider vor allem im Inneren kräftig modernisierter Bau, mit Fassadengestaltung charakteristisches Beispiel der Architektur um 1900 zwischen Historismus und Versachlichung, Akzente durch hohe Giebel mit Zierfachwerk und seitlichen Eingangsbau mit barockisierender Kartusche, Gartenseite zusätzlich durch Erker betont, Zierfachwerk im historistischen Sinne Reminiszenz an mittelalterliche Architektur, Einfriedungsgestaltung und Garagengestaltung bemerkenswert, baugeschichtlich bedeutend, im Zusammenhang mit dem Loschwitzer Villenquartier auch stadtentwicklungsgeschichtlich von Belang. | 09211216 |
|                                         | Villa mit Treppenanlage und Einfriedung | Malerstraße 16 (Karte)                             | 1903–1904 (Villa) | mit seiner versachlichten Gestaltung, nur von wenigen, zurückhaltenden Elementen belebt und durch die verwendeten Materialien Stein, Putz und Holz in Szene gesetzt, typisches Beispiel der Reformarchitektur nach 1900, vor allem baugeschichtlich bedeutend. | 09211200 |
| Weitere Bilder                          | Villa Artushof | Malerstraße 18 (Karte)                             | 1895–1896 (Villa) | Villa, Torturm, Torbogen, Garage oder Remise, Ziehbrunnen, Garten und Einfriedung; Villa von unregelmäßigem, malerischem Grundriss und Aufriss mit Turmanbau, im Inneren Ausmalung als Dekorationsmalerei, gestalterisch unverwechselbarer Bau seiner Zeit, baugeschichtlich und künstlerisch bedeutend. | 09211217 |
| Weitere Bilder                          | Weidners Sanatorium (ehem.): Haus 6, Pförtnergebäude und Kraftwagengebäude (Einzeldenkmal zu ID-Nr. 09304410)                                   | Malerstraße 31 (Karte)                             | 1915–1916 (Sanatoriumsteil) | Einzeldenkmale der Sachgesamtheit Weidners Sanatorium (Sanatoriumsanlage): Haus 6, Pförtnergebäude und Kraftwagengebäude; Teil einer der bemerkenswertesten historischen Sanatoriumsanlagen im Elbraum zwischen Coswig und Dresden, baugeschichtlich und ortsgeschichtlich bedeutend. | 09304411 |
| Weitere Bilder                          | Weidners Sanatorium (ehem.): Chefarzthaus (Einzeldenkmal zu ID-Nr. 09304410) Malerstraße 31, 32, 34                                             | Malerstraße 32 (Karte)                             | 1913–1914 (Pförtnerhaus) | Einzeldenkmale der Sachgesamtheit Weidners Sanatorium (Sanatoriumsanlage): Chefarzthaus; ursprünglich als Pförtnerhaus und Garage für die benachbarte Villa Kotzschweg 30 errichtet, Teil einer der bemerkenswertesten historischen Sanatoriumsanlagen im Elbraum zwischen Coswig und Dresden, baugeschichtlich und ortsgeschichtlich bedeutend. | 09211484 |
|                                         | Weidners Sanatorium (ehem.): Haupthaus, Kurmittelhaus, großes Bettenhaus, dazu Wohnhaus der Familie Weidner (Einzeldenkmale zu ID-Nr. 09304410) | Malerstraße 34 (Karte)                             | 1914–1916 (Sanatoriumsteil), 1925, Wohnhaus der Familie Weidner (Einfamilien-Wohnhaus) | Einzeldenkmale der Sachgesamtheit Weidners Sanatorium (Sanatoriumsanlage): Haupthaus (Haus 2) mit angebautem Frühstückshaus als Fachwerkgebäude (Franziska-Tiburtius-Straße 8–8d), Kurmittelhaus, auch Badhaus (Haus 3, Franziska-Tiburtius-Straße 6), großes Bettenhaus, auch Logierhaus oder Südhaus (Haus 1, Franziska-Tiburtius-Straße 10–10b), die ursprünglich einen großen Wohnhof bildeten, dazu Wohnhaus der Familie Weidner (Haus 8, Malerstraße 34) und überdachte Wandelgänge; Einzeldenkmal der Sachgesamtheit Weidners Sanatorium: Haupthaus (Haus 2) mit angebautem Frühstückshaus als Fachwerkgebäude (Franziska-Tiburtius-Straße 8–8d), Kurmittelhaus, auch Badhaus (Haus 3, Franziska-Tiburtius-Straße 6), großes Bettenhaus, auch Logierhaus oder Südhaus (Haus 1, Franziska-Tiburtius-Straße 10–10b), die ursprünglich einen großen Wohnhof bildeten, dazu Wohnhaus der Familie Weidner (Haus 8, Malerstraße 34) und überdachte Wandelgänge (Einzeldenkmale ID-Nr. 09304410); Teile einer der bemerkenswertesten historischen Sanatoriumsanlagen im Elbraum zwischen Coswig und Dresden, baugeschichtlich und ortsgeschichtlich bedeutend. | 09211891 |
|                                         | Villa mit Garten und Einfriedung | Marie-Simon-Straße 4 (Karte)                       | 1909–1910 (Villa) | charakteristischer Bau der versachlichten Architektur nach 1900, baugeschichtlich von Wert, zudem im Zusammenhang mit Loschwitz stadtentwicklungsgeschichtlich und städtebaulich bedeutend. | 09217789 |
|                                         | Villa mit Einfriedung | Marie-Simon-Straße 6 (Karte)                       | 1912 (Villa) | markanter Bau der versachlichten Architektur nach 1900, baugeschichtlich von Wert, zudem im Zusammenhang mit Loschwitz stadtentwicklungsgeschichtlich und städtebaulich bedeutend, möglicherweise auch künstlerisch von Belang, | 09217788 |
|                                         | Wohnhaus in offener Bebauung | Materniweg 1 (Karte)                               | 1. Hälfte19. Jh. (Wohnhaus) | einfacher Landhausstil aus der 1. Hälfte des 19. Jahrhunderts, baugeschichtlich und in Zusammenhang mit der Bebauung des Loschwitzer Elbhangs auch stadtentwicklungsgeschichtlich bedeutend. | 09211464 |
|                                         | Villa Falck | Materniweg 4 (Karte)                               | 1911–1912 (Villa) | Villa mit Einfriedung; charakteristischer Bau der Reformarchitektur nach 1900 mit dominierendem, hohem Mansardwalmdach und nur wenigem, akzentuierendem Schmuck an den Fassaden, weitestgehend nur die übergiebelten Mitteltrakte hervorgehoben, baugeschichtlich bedeutend, darüber hinaus als Teil des Werks der bedeutenden Architekten Lossow und Kühne künstlerisch von Belang. | 09211465 |
|                                         | Villa mit Einfriedung | Materniweg 6 (Karte)                               | 1910–1911 (Villa) | mit seiner vor allem vom hohen Mansardwalmdach und wenigen Gestaltungselementen lebenden Kubatur klassisches Beispiel der Reformarchitektur nach 1900, vor allem baugeschichtlich bedeutend. | 09211466 |
|                                         | Wohnhaus, Seitengebäude und Brunnen eines ehemaligen Gehöfts                                                                                    | Neugersdorfer Straße 3 (Karte)                     | 1. Hälfte 19. Jh. (Häusleranwesen) | Wohnstätte von Karl Gottlieb Kotzsch, Onkel von August Kotzsch (1836–1910), Anwesen vor allem ortsgeschichtlich bedeutend. | 09211751 |
|                                         | Landhaus Dittrich | Oskar-Pletsch-Straße 1 (Karte)                     | 1912–1913 (Villa), 1902 (Einfriedung) | Villa mit Anbau, Einfriedung und Verbindungstrakt zur An der Berglehne 1; mit ausgewogener Kubatur und akzentuierenden Gestaltungselementen charakteristisches Beispiel für die Reformarchitektur nach 1900, vor allem geprägt von neoklassizistischen Motiven, wie Lisenengliederung und Hängeplattenfries sowie vereinfachten floralen Ornamenten, äußerst qualitätvoller Bau, baugeschichtlich und künstlerisch bedeutend. Als Galeriegebäude mit Verbindungsgang zum Wohnhaus (An der Berglehne 11) für Carl Dittrich jr. errichtet. Einfriedung entlang der südöstlichen Grundstücksgrenze setzt sich auf dem Grundstück An der Berglehne 11 fort. | 09211340 |
|                                         | Villa mit Einfriedung und zwei Pforten | Oskar-Pletsch-Straße 3 (Karte)                     | 1910–1911 (Villa) | charakteristischer Bau der versachlichten Architektur/Reformbaukunst nach 1900 mit sparsam eingesetztem Bauschmuck, hohem Dach und aufragenden spitzen Giebeln sowie Quaderungen im Obergeschoss, vor allem baugeschichtlich bedeutend. | 09211363 |
|                                         | Villa Viola | Oskar-Pletsch-Straße 5 (Karte)                     | 1899–1900 (Villa) | Mietvilla; charakteristischer Wohnbau des ausgehenden 19. Jahrhunderts mit Elementen historischer Stile wie dem „gotischen“ Treppengiebel, dabei als bauliches Zeugnis des damals vorherrschenden und mit Historismus bezeichneten Architekturstils vor allem baugeschichtlich bedeutend. | 09211364 |
|                                         | Villa Blumental | Oskar-Pletsch-Straße 7 (Karte)                     | 1898–1899 (Villa) | Mietvilla mit Einfriedung; anschauliches Beispiel für einen historisierenden Bau, der nach 1900 in versachlichter Form (mit Jugendstilanklängen) aufgestockt wurde, seitlich eingeschobener Turm, auffällige Veranda, Zierfachwerk, baugeschichtlich bedeutend. | 09211366 |
|                                         | Villa Marie; Villa Jauernik | Oskar-Pletsch-Straße 8 (Karte)                     | 1909–1910 (Villa) | Villa mit Villengarten und Einfriedung; im Treppenhaus originale Ausstattung: Plafondmalerei, Treppengeländer, Fensterverglasung, neobarocker Stuck, Lampen usw., charakteristischer Bau der Reformarchitektur mit einigen, vereinfachten historisierenden Elementen, baugeschichtlich bedeutend, als Werk des lokal bekannten Architekten Max Herfurt und wegen seines gestalterischen Anspruchs künstlerisch von Belang. | 09211365 |
|                                         | Mietvilla mit Einfriedung | Oskar-Pletsch-Straße 10 (Karte)                    | 1897–1898 (Villa) | typischer großzügiger Oberloschwitzer Wohnbau in offener Bebauung, stadtentwicklungsgeschichtlich bedeutend. | 09211486 |
|                                         | Villa mit Einfriedung | Oskar-Pletsch-Straße 11 (Karte)                    | 1895–1896 (Villa) | Fassaden belebt von Loggia, Balkon und Veranda, zudem akzentuierende Elemente wie Zierfachwerk, Säule und Klinker-Sandstein-Bogen, anschauliches Baubeispiel der Architektur um 1900 zwischen Historismus (Säule) und Jugendstilmotiven (ausschwingende Fachwerkformen), vor allem baugeschichtlich bedeutend. | 09211367 |
|                                         | Mietvilla | Oskar-Pletsch-Straße 11b (Karte)                   | 1896–1897 (Mietvilla) | typischer großzügiger Oberloschwitzer Wohnbau in offener Bebauung, baugeschichtlich und stadtentwicklungsgeschichtlich bedeutend. | 09211368 |
|                                         | Villa mit Einfriedung | Oskar-Pletsch-Straße 12 (Karte)                    | 1902 (Villa) | typischer großzügiger Oberloschwitzer Wohnbau in offener Bebauung, stadtentwicklungsgeschichtlich bedeutend. | 09211487 |
|                                         | Villa Stella | Oskar-Pletsch-Straße 14 (Karte)                    | 1889–1890 (Villa) | Mietvilla; typischer großzügiger Oberloschwitzer Wohnbau in offener Bebauung, stadtentwicklungsgeschichtlich bedeutend. | 09211488 |
|                                         | Mietvilla in Ecklage | Oskar-Pletsch-Straße 15 (Karte)                    | um 1900 (Villa) | markanter Bau der Jahrhundertwende, versachlichte Gestaltung, Akzentuierungen durch Zierfachwerk, kleinen Eckerker und Balkone, bemerkenswert der dreietagige Balkonanbau am westlichen Giebel, stadtentwicklungsgeschichtlich bedeutend. | 09211369 |
| Weitere Bilder                          | Villa Halske | Oskar-Zwintscher-Straße 3 (Karte)                  | 1899–1901 (Villa) | Villa mit Einfriedung; anschauliches Beispiel für einen schon leicht versachlichten historisierenden Bau mit vergleichsweise wenig Bauschmuck aus dem Ende des 19. Jahrhunderts oder um 1900, mit regionalen gestalterischen Bezügen auch als Heimatstil bezeichnet, hier mit Zierfachwerk, verbretterten Veranda-Anbau und wenig Schmuckelementen, auffällig die Farbglasfenster im Treppenhaus, vor allem baugeschichtlich und als Teil von Loschwitz auch stadtentwicklungsgeschichtlich von Belang. | 09211328 |
|                                         | Stützmauern | Pillnitzer Landstraße (Karte)                      | | | 09211297 |
| Weitere Bilder                          | Sachgesamtheit Kilometersteine Loschwitz | Pillnitzer Landstraße (Karte)                      | | Sachgesamtheit Kilometersteine Loschwitz, bestehend aus 9 Kilometersteinen und 19 Wappensteinen; verkehrsgeschichtlich von Bedeutung. | 09305894 |
|                                         | Wohnhaus | Pillnitzer Landstraße 1 (Karte)                    | Ende 18. Jh. (Häusleranwesen) | Häusleranwesen mit teilweise sichtbarem Fachwerk im Obergeschoss, charakteristischer Bau in der Volksbauweise Ende des 18. Jahrhunderts, baugeschichtlich, sowie als Teil des ursprünglichen Loschwitzer Ortskerns auch stadtentwicklungsgeschichtlich von Bedeutung. | 09215765 |
|                                         | Wohnhaus mit Anbau in offener Bebauung | Pillnitzer Landstraße 2 (Karte)                    | 2. Viertel 19. Jh. (Wohnhaus) | klassizistisch anmutendes Gebäude, belebt durch Art-Déco-Motive, baugeschichtlich und stadtentwicklungsgeschichtlich bedeutend. | 09218256 |
| Weitere Bilder                          | Schwebebahn Dresden; Talstation oder Untere Station                                                                                             | Pillnitzer Landstraße 5 (Karte)                    | 1898–1901 (Seilbahn) | Talstation oder Untere Station mit Wartehalle (umgenutzt für Arbeitsräume) und überdachten Bahnsteigen sowie Anlage aus aufgeständerter Eisenkonstruktion mit 33 Stützen: 32 Pendeljochen und einem Ankerjoch, Hohlträger der Fahrbahn, Phönix-Laufschiene, 62 Seilführungsrollen, Antrieb und Wagen; baugeschichtlich, ortsgeschichtlich und technikgeschichtlich bedeutend sowie singulär, zur Zeit der Inbetriebnahme erste Schwebeseilbahn in Europa ausschließlich für Personenverkehr. | 09211294 |
| Weitere Bilder                          | Sachgesamtheit Kirchhof Loschwitz in seiner gewachsenen funktionellen und gestalterischen Einheit mit zahlreichen Einzeldenkmalen               | Pillnitzer Landstraße 7a (Karte)                   | 1708 (Gründungsjahr) | Sachgesamtheit Kirchhof Loschwitz in seiner gewachsenen funktionellen und gestalterischen Einheit mit folgenden Einzeldenkmalen: Saalkirche, dazu im Innern Nosseni-Altar (Altarfiguren, gesamte figürliche Ausstattung der Altarstaffel und ca. 300 originale plastische Bruchteile) und den denkmalwerten Grabstätten sowie Kirchhofsgestaltung einschließlich Bepflanzung, Wegen, Einfriedungsmauer mit gusseisernem Geländer und Straßenlaternen sowie doppelläufiger Rampe (Einzeldenkmale ID-Nr. 09211295); künstlerisch, ortsgeschichtlich und personengeschichtlich bedeutend. | 09301802 |
| Weitere Bilder                          | Kirche und Kirchhof Loschwitz: Saalkirche mit Nosseni-Altar und denkmalwerte Grabstätten (Einzeldenkmale zu ID-Nr. 09301802)                    | Pillnitzer Landstraße 7a (Karte)                   | 1705–1708 (Kirche), 1606 (Altar) | Einzeldenkmale der Sachgesamtheit Kirche und Kirchhof Loschwitz: Saalkirche, dazu im Innern Nosseni-Altar (Altarfiguren, gesamte figürliche Ausstattung der Altarstaffel und ca. 300 originale plastische Bruchteile) und den denkmalwerten Grabstätten sowie Kirchhofsgestaltung einschließlich Bepflanzung, Wegen, Einfriedungsmauer mit gusseisernem Geländer und Straßenlaternen sowie doppelläufiger Rampe (Einzeldenkmale ID-Nr. 09301802); Bau über Grundriss eines länglichen Achtecks, mit nach den Schmalseiten abgerundetem Mansardwalmdach und bewegtem Dachreiter, anschauliches Beispiel der Kirchenbaukunst des Barock, baugeschichtlich bedeutend, wegen der Beteiligung des berühmten Baumeisters George Bähr und wegen seiner gestalterischen Qualitäten, künstlerisch wertvoll sowie als Teil des Loschwitzer Elbhangs auch landschaftsgestaltend und stadtentwicklungsgeschichtlich von Belang, die Gräber vor allem ortsgeschichtlich und personengeschichtlich von Bedeutung. | 09211295 |
|                                         | Alte Schule | Pillnitzer Landstraße 8 (Karte)                    | 1705, bezeichnet 1836 und 2. Hälfte 19. Jh. (Schule) | Schulgebäude (ehem.) mit zwei Hofflügeln; zweigeschossiger Bau mit hohem Walmdach, im Erdgeschoss Laden, im Hausflur Inschrifttafel mit Datierung, baugeschichtlich und ortsgeschichtlich bedeutend. | 09211275 |
| Weitere Bilder                          | Pfarrhaus Loschwitz | Pillnitzer Landstraße 9 (Karte)                    | 1836 (Pfarrhaus) | Pfarrhaus mit Pforte und Stützmauer; schlichter, zweigeschossiger Bau mit Walmdach im ländlichen Stil des frühen 19. Jahrhunderts, belebt mit Weinspalieren, baugeschichtlich bedeutend, als historische Pfarre von Loschwitz auch ortsgeschichtlich von Belang. | 09211296 |
|                                         | Villa mit Hintergebäude, dazu Gartenlaube und Terrassierung                                                                                     | Pillnitzer Landstraße 11; 13 (Karte)               | 1878 (Villa) | markantes Gebäude mit Mansarddach und Mittelrisalit, im Innern vor allem Ausstattung von 1906, als Zeugnis der Architekturentwicklung um 1900 und wegen der Beteiligung des regional bedeutsamen Architekten Richard Schleinitz (1861–1916) baugeschichtlich bedeutend, darüber hinaus als Wohnstätte des Dresdner Malers Otto Griebel, personengeschichtlich von Belang. | 09218777 |
|                                         | Landhaus mit Stützmauer, dazu Pforte und Pergola                                                                                                | Pillnitzer Landstraße 17 (Karte)                   | 1870 (Landhaus) | älterer Kern aus der ersten Hälfte des 19. Jahrhunderts von architektonisch gelungenem Umbau mit Altan, Bauschmuck usw. belebt, baugeschichtlich bedeutend, als einsehbarer Teil des Loschwitzer Elbhangs auch städtebaulich von Belang. | 09218257 |
|                                         | Villa Saxonia | Pillnitzer Landstraße 24 (Karte)                   | 1880 (Villa) | Mietvilla mit Einfriedung; typischer Bau aus der 2. Hälfte des 19. Jahrhunderts mit spätklassizistischen Elementen, wie den Dreiecksgiebeln über den erhöhten und vorkragenden Mitteltrakten, zwei Veranden an Straßenseite und Gartenseite, baugeschichtlich bedeutend. | 09211276 |
|                                         | Villa mit Einfriedung | Pillnitzer Landstraße 26 (Karte)                   | 1880 (Villa) | als Beispiel für den in Dresden vergleichsweise seltenen Typ der historisierenden und der italienischen Renaissance nachempfunden Turmvilla aus der zweiten Hälfte des 19. Jahrhunderts vor allem baugeschichtlich bedeutend. | 09211277 |
|                                         | Mietvilla | Pillnitzer Landstraße 28 (Karte)                   | 1893–1894 (Villa) | historisierender Wohnbau des ausgehenden 19. Jahrhunderts mit gestalterisch hervorgehobener Straßenfront, dominiert von Schweifgiebel, belebt durch Gliederungen und Schmuck, Treppenhaus mit Ausmalung (als Dekorationsmalerei), baugeschichtlich und stadtentwicklungsgeschichtlich bedeutend. | 09211278 |
|                                         | Postamt Loschwitz | Pillnitzer Landstraße 30 (Karte)                   | 1913–1914 (Post) | Postgebäude; repräsentativer Bau Anfang des 20. Jahrhunderts, versachlicht, mit neobarocken und neoklassizistischen Elementen, zudem interessante Baugeschichte, baugeschichtlich und künstlerisch bedeutend. | 09211279 |
|                                         | Landhaus mit Anbau, Terrasse, Pforte und Stützmauer                                                                                             | Pillnitzer Landstraße 39 (Karte)                   | 1857 (Landhaus) | weitestgehend ursprünglich erhaltenes, reich verziertes, vor allem spätklassizistisches Gebäude, baugeschichtlich von Bedeutung, wegen seines hohen gestalterischen Anspruchs auch künstlerisch von Belang. | 09211280 |
|                                         | Winzerhaus (ehem.) | Pillnitzer Landstraße 41 (Karte)                   | bezeichnet 1813 (Winzerhaus) | typische, schlichte Architektur der Volksbauweise zu Beginn des 19. Jahrhunderts mit verbrettertem Fachwerk-Obergeschoss, baugeschichtlich von Bedeutung, erinnert an den in Loschwitz betriebenen Weinanbau, ist somit auch ortsgeschichtlich von Belang. | 09211281 |
|                                         | Winzerhaus (ehem.) mit Stützmauer und Einfriedung                                                                                               | Pillnitzer Landstraße 51 (Karte)                   | 2. Hälfte 19. Jh. (Winzerhaus) | mit Satteldach und ausgewogener, fast schmuckloser Fassadengestaltung charakteristischer Bau wohl aus der Zeit des Biedermeier, baugeschichtlich von Bedeutung, erinnert an den in Loschwitz betriebenen Weinanbau, ist somit auch ortsgeschichtlich von Belang. | 09218258 |
|                                         | Wohnhaus in offener Bebauung | Pillnitzer Landstraße 55 (Karte)                   | 1875 (Wohnhaus) | charakteristischer landhausartig anmutender Bau mit erhöhtem Mittelteil, Dachüberständen und Giebelzier, vor allem baugeschichtlich von Bedeutung. | 09211285 |
|                                         | Kleines Künstlerhaus | Pillnitzer Landstraße 57 (Karte)                   | um 1850 (Villa) | Villa; Wohnstätte des Architekten Martin Pietzsch, personengeschichtlich bedeutend, malerischer Bau um 1900 mit abgerundeten Bauformen und sparsam eingesetzten historisierenden Elementen, auch baugeschichtlich von Belang. | 09211286 |
| Weitere Bilder                          | Künstlerhaus; Großes Künstlerhaus | Pillnitzer Landstraße 59 (Karte)                   | 1897–1898 (Atelier) | Atelierhaus mit Künstlerwohnungen; eines der gestalterisch ungewöhnlichsten Häuser von Loschwitz, fünfgeschossiges Gebäude in einer romantisierenden Mischung heterogener Stilformen, bedeutendes und künstlerisch anspruchsvolles Werk des lokal bekannten Architekten Martin Pietzsch (1866–1961), als bemerkenswertes Beispiel der Gegenbewegung zum Historismus auch baugeschichtlich von Bedeutung, zudem ortsgeschichtlich von Belang. | 09211284 |
|                                         | Wohnhaus | Pillnitzer Landstraße 61 (Karte)                   | 1912–1913 (Atelier) | ursprünglich Atelier des Bildhauers Curt Siegel, zweckmäßiger und dennoch gestalterisch auffälliger Bau nach 1900, im Sinne der damals vorherrschenden Reformarchitektur, Treppenaufgang mit Skulptur, innen originale Ausstattung, Anwesen baugeschichtlich und personengeschichtlich bedeutend (Wohnhaus des Bildhauers siehe Joseph-Hegenbarth-Weg 1). | 09210358 |
| Weitere Bilder                          | Kavaliershaus (sog.) | Pillnitzer Landstraße 63 (Karte)                   | 2. Hälfte 18. Jh. (Wohnhaus) | Grahlsches Haus – Wohnhaus mit rückwärtigem Pavillon auf Unterbau, Treppenanlage und parkartiger Gestaltung vor allem in Form eines ausgedehnten Wegesystems; historisierend überformter Bau aus dem 18. Jahrhundert, repräsentative Fassade mit betonter Mitte, Pavillon etwa zeitgleich, baugeschichtlich und künstlerisch bedeutend. Klassizistische Villa, seit 1865 im Besitz der Familie Grahl, von 1895 bis 1921 war der Gärtnermeister Arthur Gruhl (1868–1942) als Verwalter eingesetzt. Ab 1947 war im Hause eine katholische Kapelle eingerichtet, daher die Marienfigur am Haus. Seit 1997 befindet sich hier der Archiconvent der Templer. | 09211288 |
| Weitere Bilder                          | Mietvilla mit Substruktionen, Treppen und Geländern, Einfriedung                                                                                | Pillnitzer Landstraße 73 (Karte)                   | 1897 (Villa) | markanter Klinkerbau mit repräsentativer Fassadengestaltung und Teilen des alten Interieurs, charakteristischer Historismusbau, bildet eindrucksvolles Ensemble mit Pillnitzer Landstraße 73b, zudem Teil des Loschwitzer Elbhangs, baugeschichtlich und städtebaulich bedeutend. | 09210290 |
| Weitere Bilder                          | Mietvilla mit Turmanbau | Pillnitzer Landstraße 73b (Karte)                  | bezeichnet 1909 (Villa) | markanter historisierender Bau mit charakteristischer Klinker-Sandstein-Fassade, bildet eindrucksvolles Ensemble mit Pillnitzer Landstraße 73, zudem als Teil des Loschwitzer Elbhangs weithin sichtbar, baugeschichtlich und landschaftsgestalterisch bedeutend. | 09211262 |
|                                         | Gottfriedsberg | Pillnitzer Landstraße 77 (Karte)                   | 1906–1907 (Villa) | Villa; malerischer Bau mit Krüppelwalmdach, Anbauten, Balkon und Zierfachwerk, markantes Beispiel der versachlichten Architektur aus dem ersten Viertel des 20. Jahrhunderts mit vereinfachten historisierenden Elementen und von der Heimatschutzbewegung und der damaligen Reformarchitektur geprägten Motiven, baugeschichtlich und stadtentwicklungsgeschichtlich bedeutend. | 09211263 |
|                                         | Mietvilla mit Einfriedung | Pillnitzer Landstraße 78 (Karte)                   | 1904–1905 (Villa) | markantes Beispiel der Reformarchitektur nach 1900, versachlicht, mit hohem, weithin sichtbarem Dach, wenigen Schmuckelementen, wie Fachwerkzier und Weinspalier, baugeschichtlich und wohl auch künstlerisch bedeutend. | 09211282 |
| Weitere Bilder                          | Sachgesamtheit Friedhof Loschwitz: Friedhof mit zahlreichen Einzeldenkmalen                                                                     | Pillnitzer Landstraße 80 (Karte)                   | 1806 (Friedhof), 1926, Urnenanlage (Friedhof) | Sachgesamtheit Friedhof Loschwitz: Friedhof in seiner gewachsenen funktionellen und gestalterischen Einheit mit folgenden Einzeldenkmalen: Friedhofskapelle einschließlich vorgelagerter Terrasse, denkmalwerten Grabstätten, Kriegerdenkmal Erster Weltkrieg einschl. Gedenksteinen sowie früheren und heutigen Einfriedungsmauern mit drei Eingängen und Ziergittertoren (Einzeldenkmale ID-Nr. 09215764) sowie Friedhofsgestaltung mit gliederndem Wegesystem, struktur- sowie raumbildender Bepflanzungen, des Weiteren künstlerisch gestaltete Wasserentnahmestellen, Wasserbecken und zwei achteckige Steinrundbänke (Gartendenkmal), dazu Blickbeziehungen in die Elblandschaft; personengeschichtlich, ortsgeschichtlich und sepulkralgeschichtlich bedeutendes Zeugnis, Kapelle als Beispiel historisierender Friedhofsarchitektur der 2. Hälfte des 19. Jahrhunderts baugeschichtlich bedeutend, von besonderem gartenkünstlerische Wert die Gestaltung des Neuen Teils von 1928–1934, gesamte Anlage gartenkünstlerisch von Belang. | 09305868 |
| Weitere Bilder                          | Friedhof Loschwitz: Friedhofskapelle einschl. vorgelagerter Terrasse, denkmalwerte Grabstätten (Einzeldenkmale zu ID-Nr. 09305868)              | Pillnitzer Landstraße 80 (Karte)                   | 1893 (Friedhofskapelle), 1923 (Kriegerdenkmal Erster Weltkrieg) | Einzeldenkmale der Sachgesamtheit Friedhof Loschwitz: Friedhofskapelle einschließlich vorgelagerter Terrasse, denkmalwerte Grabstätten, Kriegerdenkmal Erster Weltkrieg einschließlich Gedenksteinen sowie frühere und heutige Einfriedungsmauern mit drei Eingängen und Ziergittertoren; personengeschichtlich, ortsgeschichtlich und sepulkralgeschichtlich bedeutendes Zeugnis, Kapelle als Beispiel historisierender Friedhofsarchitektur der 2. Hälfte des 19. Jahrhunderts baugeschichtlich bedeutend. | 09215764 |
|                                         | Villa | Pillnitzer Landstraße 81 (Karte)                   | um 1900 (Villa) | historisierendes Gebäude mit Turmanbau, Belebung durch Fachwerkzier und Verbretterungen, baugeschichtlich und stadtentwicklungsgeschichtlich bedeutend. | 09211264 |
|                                         | Gartenhaus | Pillnitzer Landstraße 84 (Karte)                   | 2. Hälfte 18. Jh. (Gartenhaus) | markanter barocker Bau aus der 2. Hälfte des 18. Jahrhunderts, heute zu Wohnzwecken genutzt, baugeschichtlich von Bedeutung, als Teil von Loschwitz auch stadtentwicklungsgeschichtlich von Belang. | 09211268 |
| Weitere Bilder                          | Mietvilla mit Einfriedung | Pillnitzer Landstraße 85 (Karte)                   | 1914–1915 (Mietvilla) | markanter Bau der versachlichten und traditionellen Reformarchitektur nach 1900, mit wenigen aber akzentuierenden Schmuckelemente und Gestaltungselementen, baugeschichtlich bedeutend, als Entwurf des vor allem für Dresden und Radebeul bedeutsamen Architekten Oskar Menzel auch künstlerisch von Wert. | 09211265 |
| Weitere Bilder                          | Wohnhaus und Nebengebäude (Schuppen oder Waschhaus) in offener Bebauung                                                                         | Pillnitzer Landstraße 86 (Karte)                   | Ende 18. Jh. (Wohnhaus) | möglicherweise ein verkürztes Wohnstallhaus, Beispiel für die Volksbauweise am Ende des 18. Jahrhunderts, mit Fachwerk im Obergeschoss, baugeschichtlich bedeutend, als Teil von Loschwitz auch stadtentwicklungsgeschichtlich von Belang. | 09215752 |
| Weitere Bilder                          | Stallgebäude (ehem.) und Einfriedung | Pillnitzer Landstraße 87 (Karte)                   | Anfang 19. Jh. (Wohnhaus) | heute als Wohnhaus genutzt, markanter Bau im Stil der Volksbauweise Anfang 19. Jahrhunderts mit verbrettertem Obergeschoss und Weinspalieren, vor allem baugeschichtlich von Bedeutung, sowie als Teil des Loschwitzer Elbhangs städtebaulich von Belang. | 09211266 |
| Weitere Bilder                          | Mietvilla | Pillnitzer Landstraße 112 (Karte)                  | 1903–1905 (Villa) | im Flur originale Ausstattung, im Stil der versachlichten Architektur 1903–1905 erbaut, mit historisierenden Elementen, wie aufgesetztem Türmchen und Zierfachwerk, vor allem baugeschichtlich von Bedeutung, bildet darüber hinaus einen wichtigen Teil der Ansicht von Loschwitz. | 09211267 |
|                                         | Winzerhaus (ehem.) | Plattleite 1 (Karte)                               | 18. Jh. (Winzerhaus) | Winzerhaus; als Zeugnis des einst in Loschwitz betriebenen Weinanbaus ortsgeschichtlich von Belang | 09211187 |
|                                         | Villa | Plattleite 1b (Karte)                              | 2. Hälfte 19. Jh. (Villa) | im Laufe der Zeit veränderter historisierender Bau, Wohnstätte von Oskar Zwintscher, personengeschichtlich von Bedeutung, zudem städtebaulich von Belang im Zusammenhang mit dem Elbhang. | 09211186 |
|                                         | Villa mit Terrasse, Stützmauer und Einfriedung                                                                                                  | Plattleite 5 (Karte)                               | 1909–1911 (Villa) | gestalterisch aufwendiger, vor allem neobarocker Bau um 1900, bemerkenswert auch die ihm vorgelagerte Terrasse, baugeschichtlich und künstlerisch bedeutend, als Teil von Loschwitz auch stadtentwicklungsgeschichtlich von Belang. | 09211178 |
|                                         | Villa | Plattleite 6 (Karte)                               | um 1875 (Villa) | charakteristischer historistischer Bau mit neoklassizistischen Elementen und quadratischem Turmaufsatz, Wohnstätte des Malers und Illustrators Hermann Vogel (1854–1921), baugeschichtlich und personengeschichtlich bedeutend. | 09211185 |
|                                         | Villa mit Eingangspavillon und großzügiger Gartenanlage                                                                                         | Plattleite 9 (Karte)                               | 1914 (Villa) | Villa (Plattleite 9) mit Eingangspavillon und großzügiger Gartenanlage (zum Teil auf Grundstück Leonhardistraße 11); mit seiner versachlichten und dennoch anspruchsvollen Gestaltung, die von wenigen Schmuckelementen und Gliederungselementen belebt wird typisches Beispiel der nach 1900 vorherrschenden Reformbaukunst, baugeschichtlich und künstlerisch bedeutend. | 09211180 |
|                                         | Villa Bergfrieden | Plattleite 11 (Karte)                              | 1892 (Villa) | Villa mit Stützmauer und Einfriedung; charakteristischer historisierender Bau aus dem späten 19. Jahrhundert mit bewegter Kubatur, Klinker-Putz-Fassade, zahlreichen Anbauten und Aufbauten, baugeschichtlich bedeutend, als Teil von Loschwitz auch stadtentwicklungsgeschichtlich von Belang. | 09211179 |
|                                         | Villa mit Einfriedung | Plattleite 14 (Karte)                              | 1890–1891 (Villa) | mit weiten Dachüberständen, Galerien, Balkonen und Holzzier markantes Beispiel des Schweizerhausstils in Dresden mit Seltenheitswert, baugeschichtlich und künstlerisch bedeutend, als Teil einer wichtigen Ansicht von Loschwitz auch städtebaulich von Belang. | 09211183 |
|                                         | Villa mit Verbindungsgang und Anbau | Plattleite 18; 18a (Karte)                         | 1869, bezeichnet 1835? (Villa) | charakteristisches spätklassizistisches Gebäude, Mittelteil durch Dreiecksgiebel, Balkon und Nutung im Erdgeschoss hervorgehoben, der rückwärtige Anbau sicher jünger, Anwesen vor allem baugeschichtlich bedeutend. | 09211177 |
|                                         | Villa mit Pforte und Teilen der originalen Einfriedung                                                                                          | Plattleite 24 (Karte)                              | 1907–1908 (Villa) | markantes Gebäude der Reformarchitektur nach 1900, versachlicht, traditionell, Baukörper lebt durch Wechsel verschiedener heimischer Materialien und bewegte Kubatur, weniger durch Schmuck, baugeschichtlich und künstlerisch bedeutend. | 09211335 |
| Weitere Bilder                          | Mietvilla mit Einfriedung | Plattleite 25 (Karte)                              | um 1900 (Villa) | anschauliches Beispiel für einen schon leicht versachlichten historisierenden Bau mit vergleichsweise wenig Bauschmuck aus dem Ende des 19. Jahrhunderts, mit regionalen gestalterischen Bezügen auch als Heimatstil bezeichnet, von Zierfachwerk, Eck-Quaderungen und auffälliger Veranda belebt, baugeschichtlich bedeutend. | 09211346 |
| Weitere Bilder                          | Sternwarte Manfred von Ardenne | Plattleite 27 (Karte)                              | zwischen 1909 und 1911 (Refraktor), 1956 (Sternwarte) | Sternwarte mit technischer Ausstattung; von großer technikgeschichtlicher und ortsgeschichtlicher Bedeutung, Refraktor mit Seltenheitswert. | 09211347 |
| Weitere Bilder                          | Villa, später Institut, und Garten | Plattleite 29 (Karte)                              | 1926–1927 (Institut), 1950er Jahre (Pausengarten) | mit seiner traditionellen Form, dem hohen, weithin sichtbaren Dach und den wenigen, akzentuierenden Schmuckelementen und Gliederungselementen klassisches Beispiel der versachlichten Architektur nach 1900, baugeschichtlich bedeutend, seit den 50er Jahren als Wohnsitz Manfred von Ardennes und als Sitz seines Forschungsinstituts auch von personengeschichtlicher Bedeutung. | 09211348 |
|                                         | Mietvilla | Plattleite 33 (Karte)                              | 1894 (Mietvilla) | typischer großzügiger Oberloschwitzer Wohnbau in offener Bebauung, vor allem stadtentwicklungsgeschichtlich bedeutend. | 09211350 |
|                                         | Wohnhaus in offener Bebauung | Plattleite 42 (Karte)                              | um 1865 (Wohnhaus) | im schlichten Landhausstil mit akzentuierenden historistischen Elementen, wie den Eckquaderungen, und verbretterten Veranden, baugeschichtlich von Bedeutung. | 09211349 |
|                                         | Mietvilla mit Einfriedung | Preußstraße 5 (Karte)                              | um 1900 (Villa) | typischer großzügiger Oberloschwitzer Wohnbau in offener Bebauung, stadtentwicklungsgeschichtlich bedeutend. | 09211405 |
| Weitere Bilder                          | Paulus-Villa; Villa Am Sonnenhang | Preußstraße 10; 10a (Karte)                        | 1912 (Villa), 1938–1939, bezeichnet 1939 (Villengarten/Landhausgarten) | Villa (1912), Terrassengarten (1938–1939) und Einfriedung; charakteristischer Bau der Reformarchitektur Anfang des 20. Jahrhunderts mit markanter, aber schlichter Kubatur, Wohnstätte von Feldmarschall Friedrich Paulus (1890–1957), Gartenanlage einzigartig, Anwesen baugeschichtlich und personengeschichtlich bedeutend sowie in Teilen singulär. | 09217791 |
|                                         | Stützmauern bzw. Weinbergsmauern | Rißweg (Karte)                                     | 18./19. Jh. (Weinbergmauer) | Stützmauern bzw. Weinbergsmauern; ursprünglich wohl Weinbergsmauern, als prägendes Element der Loschwitzer Hänge landschaftsgestalterisch bedeutend. | 09211354 |
|                                         | Wohnhaus in offener Bebauung | Rißweg 15 (Karte)                                  | 18. Jh. (Wohnhaus) | wohl ehemaliges Häusleranwesen, charakteristischer ländlicher Bau seiner Zeit mit Fachwerk im Obergeschoss, baugeschichtlich bedeutend. | 09211355 |
| Direkt Bild zu diesem Denkmal hochladen | Rückwärtiges Werkstattgebäude mit Wohnteil | Rißweg 64a (Karte)                                 | um 1910 (Nebengebäude) | architektonisch auffälliges Hintergebäude/Zweckgebäude mit Treppenhausturm und Mansardendach, baugeschichtlich bedeutend. | 09211461 |
|                                         | Wohnhaus mit Einfriedung in offener Bebauung | Rißweg 66 (Karte)                                  | 1871/1879 (Wohnhaus) | einfacher Landhausstil aus der 2. Hälfte des 19. Jahrhunderts, zurückhaltender zumeist gotisierender Bauschmuck, rückwärtig durchgehende Balkone im Schweizerstil und Dachüberstände, möglicherweise ehemaliges Sanatoriumsgebäude, baugeschichtlich und als Teil von Oberloschwitz stadtentwicklungsgeschichtlich bedeutend. | 09211379 |
| Weitere Bilder                          | Hotel Felsenburg | Rißweg 68 (Karte)                                  | um 1875 (Hotel) | Hotelgebäude mit turmartigem Anbau; heute anderweitig genutzt, markanter historisierender Bau, Aufenthaltsort bedeutender Künstler, baugeschichtlich, ortsgeschichtlich und personengeschichtlich sowie künstlerisch bedeutend. | 09211473 |
|                                         | Mietshaus in Ecklage und offener Bebauung | Rißweg 70 (Karte)                                  | bezeichnet 1911 (Mietshaus) | im Treppenhaus originale Ausstattung, Geländer, Türen usw., gestalterisch unverwechselbarer Bau der Reformbaukunst nach 1900, baugeschichtlich und künstlerisch bedeutend, über eigenwilligem Grundriss und in exponierter Lage auch städtebaulich von Belang. Mietshaus in Ecklage und offener Bebauung, bemerkenswertes Beispiel der Reformarchitektur nach 1900 mit einem markanten runden, turmhaften Erker, darunter Portal zwischen Säulen, neoklassizistische Elemente lockern die Fassade auf, im Treppenhaus originale Ausstattung, Geländer, Türen usw., baugeschichtlich, sowie künstlerisch bedeutend. | 09211472 |
|                                         | Wohnhaus mit Stützmauern und Einfriedung | Robert-Diez-Straße 1 (Karte)                       | 1907–1908 (Wohnhaus), 1931–1934, Erweiterungen (Wohnhaus) | Wohnstätte von Friedrich Press (1904–1990) (als Atelier genutzt), Teile der Ausstattung vom Bildhauer, personengeschichtlich und künstlerisch bedeutend. | 09215753 |
|                                         | Villa Fallnichtein | Robert-Diez-Straße 2 (Karte)                       | 18. Jh. (Winzerhaus) | Ehemaliges Winzerhaus (vermutlich) mit Pforten und Mauern; gilt als eines der ältesten Häuser auf Loschwitzer Flur, erinnert an Weinanbau in diesem Gebiet, Volksbauweise des 17. bis 18. Jahrhunderts mit verbretterten Obergeschoss und Fachwerk, ortsgeschichtlich und baugeschichtlich bedeutend. | 09211238 |
|                                         | Gärtnerwohnhaus zu Robert-Diez-Straße 9 (ehem.)                                                                                                 | Robert-Diez-Straße 7 (Karte)                       | um 1908 (Gärtneranwesen) | heute zu Wohnzwecken genutzt, als Teil des stadtentwicklungsgeschichtlich unverwechselbaren Elbhangs städtebaulich und zugleich landschaftsgestalterisch von Belang. | 09211261 |
| Weitere Bilder                          | Villa Richter | Robert-Diez-Straße 9 (Karte)                       | bezeichnet 1908 (Villa) | Villa mit Garten; stattliches zweigeschossiges Villengebäude über kompliziertem Grundriss, seitlicher Turmanbau, Fassade mit Ornamentik des späten Jugendstil, markante Fabrikantenvilla des lokal bedeutsamen Architekten Pietzsch, Ausstattung aus der Entstehungszeit, einzigartiger Garten mit Stützmauern, Treppen usw., Anwesen baugeschichtlich und künstlerisch bedeutend, zudem als markanter Teil des stadtentwicklungsgeschichtlich unverwechselbaren Elbhangs städtebaulich und zugleich landschaftsgestalterisch von Belang. | 09211259 |
|                                         | Villa mit Einfriedung | Robert-Diez-Straße 10 (Karte)                      | 1903 (Villa) | bemerkenswertes Gebäude der Reformarchitektur nach 1900 mit einem schlichten und fast schmucklosen Baukörper der in einem hohen Dach kulminiert, baugeschichtlich und künstlerisch bedeutend. | 09211237 |
| Weitere Bilder                          | Villa | Robert-Diez-Straße 11 (Karte)                      | um 1908 (Villa) | Villa; mit seinem malerischen, nur von akzentuierenden Schmuckformen und Gliederungsformen belebten Baukörper charakteristisches Zeugnis zwischen Jugendstil und Reformbaukunst, baugeschichtlich und künstlerisch bedeutend, als markanter Teil des stadtentwicklungsgeschichtlich unverwechselbaren Elbhangs städtebaulich und zugleich landschaftsgestalterisch bedeutend. | 09211260 |
|                                         | Villa mit Einfriedung | Schädestraße 2 (Karte)                             | 1913 (Villa) | Villa mit Einfriedung; als Beispiel der gehobenen Wohnkultur Anfang des 20. Jahrhunderts, zeigt vereinfachte neoklassizistische und barockisierende Elemente, vor allem baugeschichtlich bedeutend, als Teil von Loschwitz stadtentwicklungsgeschichtlich von Belang. | 09218259 |
|                                         | Villa mit Einfriedung | Schädestraße 5 (Karte)                             | 1914 (Villa) | zurückhaltend, aber gestalterisch anspruchsvoll gestalteter Villenbau aus dem Anfang des 20. Jahrhunderts zwischen Reformarchitektur und Heimatstil, belebt von zarter straßenseitiger Umrahmung der Obergeschossfenster, Klappläden, steinsichtigem Sockelgeschoss, Eckakzentuierung usw., im Innern Teile der Ausstattung aus der Entstehungszeit und aus den 1930er Jahren, baugeschichtlich bedeutend. | 09218402 |
|                                         | Villa Te Deum Laudamus | Schevenstraße 2 (Karte)                            | 1884 (Mietvilla) | Mietvilla; historisierender Wohnbau des ausgehenden 19. Jahrhunderts mit seitlichen Balkonen, Eckquaderung und bescheidenem Schmuck, baugeschichtlich und städtebaulich bedeutend. | 09211164 |
| Direkt Bild zu diesem Denkmal hochladen | Alte Villa (Villengarten) | Schevenstraße 3a (Karte)                           | 4. Viertel 19. Jh. (Villengarten/Landhausgarten) | Villengarten mit Terrassen und Brunnen mit Figur; terrassenartig angelegte Gartenanlage eines ehemaligen Villenanwesens, gartenkünstlerisch und landschaftsgestalterisch von Bedeutung. | 09215754 |
| Weitere Bilder                          | Villa mit Torhaus, Garten und Einfriedung | Schevenstraße 3b (Karte)                           | bezeichnet 1898 und bezeichnet 1899 (Villa) | innen original erhaltene Hallendiele, bemerkenswerter, weithin sichtbarer Wohnbau des Historismus, von bekröntem Turm dominiert, zudem Anbauten, Giebel und reicher Schmuck, vor allem gotisierend, baugeschichtlich, künstlerisch, städtebaulich und landschaftsgestalterisch bedeutend. | 09211161 |
|                                         | Villa mit Einfriedung | Schevenstraße 4 (Karte)                            | 1895–1896 (Villa) | beeindruckender und repräsentativer Historismusbau mit vielfältigen Fassadenelementen im Zeitgeschmack, mittlerweile etwas vereinfacht, baugeschichtlich und künstlerisch bedeutend, als Teil des Loschwitzer Elbhang zudem städtebaulich bedeutend. | 09211163 |
|                                         | Villa | Schevenstraße 5 (Karte)                            | 1900 (Villa) | mit Turmanbau, Zierfachwerk, Schweifgiebeln, Portal usw. aufwendig gestalteter historisierender Bau um 1900 mit gestalterischem Anspruch, baugeschichtlich und künstlerisch bedeutend, als markanter Teil des stadtentwicklungsgeschichtlich unverwechselbaren Elbhangs städtebaulich und zugleich landschaftsgestalterisch von Belang. | 09211162 |
|                                         | Haus des Schulmeisters | Schevenstraße 6b (Karte)                           | 1900 (Villa) | Villa mit Toranlage; markanter Bau mit Zierfachwerk in den Giebeln, Erker usw., Beispiel des Heimatstils bzw. der Reformarchitektur nach 1900, baugeschichtlich bedeutend, zudem als Schulmeisterhaus ortsgeschichtlich und personengeschichtlich von Wert. | 09218123 |
|                                         | Villa mit Einfriedung | Schevenstraße 7 (Karte)                            | 1871–1873 (Villa) | markanter Bau der Semper-Nicolai-Schule, welche gekennzeichnet war durch eine symmetrische Gliederung, häufig die Betonung der Mitte und Schmuckelemente der italienischen Renaissance, Wohnstätte des bedeutenden Malers Ferdinand Dorsch (1875–1938), baugeschichtlich und personengeschichtlich sowie künstlerisch wertvoll. | 09211160 |
|                                         | Villa mit Anbau | Schevenstraße 8 (Karte)                            | 1895 (Villa), 1897 (Nebengebäude) | Villa mit Anbau aus den 1930er Jahren, terrassenartigem Garten, Toreinfahrt, weiterem Gebäude unmittelbar an der Straße (soll Pferdestall mit Wagenremise gewesen sein) und Einfriedung; charakteristisches Anwesen um 1900, vor allem baugeschichtlich bedeutend. | 09218261 |
| Weitere Bilder                          | Villa Rosenhof; Napoleonsäule | Schevenstraße 11; 11c (Karte)                      | 1885–1886 (Villa), 1784 (Ziehbrunnen) | Villa, sog. Napoleonsäule, Ziehbrunnen, Gartenarchitekturen, kleines Weinberghaus sowie Stützmauer, Pforte und Fachwerklaube am Körnerweg; repräsentatives Villengebäude im Stil der Deutschen Neorenaissance Elbfront hervorgehoben durch Risalit mit Volutengiebel, Veranda und Balkon, aufwendiger Eingangsbereich an Rückseite, baugeschichtlich, künstlerisch, städtebaulich und stadtentwicklungsgeschichtlich bedeutend. | 09211159 |
|                                         | Wohnhaus in offener Bebauung | Schevenstraße 12 (Karte)                           | 2. Hälfte 18. Jh. (Wohnhaus) | vermutlich ehemaliges Winzeranwesen, charakteristischer eingeschossiger Bau mit Krüppelwalmdach, baugeschichtlich und ortsgeschichtlich bedeutend. | 09211157 |
| Weitere Bilder                          | Haus Rosskothen | Schevenstraße 15; 17 (Karte)                       | 1888–1889 (Villa), 1909/1912 (Villa), 1911 (Gartenhaus) | Villa mit Gärtnerhaus, Gewächshaus, hangseitiger Terrassenanlage und Treppenanlage sowie großem Gartengrundstück; beeindruckendes Anwesen, Bau mit Giebeldreieck zur Elba, baugeschichtlich und stadtentwicklungsgeschichtlich sowie künstlerisch bedeutend. | 09211158 |
|                                         | Villa mit Garten und Einfriedung (Nr. 31) sowie gegenüberliegender Remise (Nr. 18)                                                              | Schevenstraße 18; 31 (Karte)                       | Ende 19. Jh. (Villa) | Wohngebäude; markanter barockisierender Bau mit gestalterisch hervorgehobener Eingangsachse, Mansardendach und Dachreiter, der Garten mittels Steinsetzung, Wegeführung, Gehölzkulisse usw. auf Gebäude bezogen, gesamte Anwesen baugeschichtlich, künstlerisch und stadtentwicklungsgeschichtlich bedeutend, dabei einer der markantesten Landsitze am Elbhang, in seiner Form singulär. | 09211155 |
|                                         | Villa | Schevenstraße 21 (Karte)                           | 1877 (Villa) | als historistischer Bau, auch mit Anklängen des Schweizerhausstils, zum Beispiel weiten Dachüberständen, baugeschichtlich bedeutend, als Teil des stadtentwicklungsgeschichtlich unverwechselbaren Elbhangs auch städtebaulich und zugleich landschaftsgestalterisch von Belang. | 09211156 |
| Weitere Bilder                          | Villa mit Einfriedung | Schevenstraße 22 (Karte)                           | 1904 (Villa) | anspruchsvolle Gestaltung der Fassade mit Zierfachwerk, Segmentbögen, Turmanbau, Schmuckgiebel und Sgraffito, Beispiel für das Fortdauern historistischer Formen auch nach 1900, baugeschichtlich und künstlerisch von Bedeutung, sowie als Teil der Bebauung des Loschwitzer Elbhangs auch stadtentwicklungsgeschichtlich bedeutend. | 09211153 |
|                                         | Mietvilla | Schevenstraße 25 (Karte)                           | 1844 (Mietvilla) | als Teil der Bebauung des Loschwitzer Elbhangs stadtentwicklungsgeschichtlich bedeutend. | 09215756 |
|                                         | Villa mit Einfriedung | Schevenstraße 27 (Karte)                           | um 1870 (Villa) | Villa mit Einfriedung; als Teil des Loschwitzer Elbhangs städtebaulich und landschaftsgestaltend bedeutend. Modell des Karlsruher Hygieia-Brunnens im Garten. | 09215755 |
|                                         | Villa mit eingeschossigem Vordergebäude (um 1800) und Pavillon im Garten                                                                        | Schevenstraße 27b (Karte)                          | 1936–1937 (Villa), um 1800 (Nebengebäude) | charakteristisches Anwesen der 1930er Jahre, dabei bewusst einen älteren Bau einbeziehend, zeittypisch und gestalterisch qualitätvoll, baugeschichtlich und künstlerisch bedeutend und im Zusammenhang mit Elbhangbebauung städtebaulich und landschaftsgestaltend von Wert. | 09215757 |
|                                         | Mietvilla mit Einfriedung und Teilen des Gartens                                                                                                | Schevenstraße 29 (Karte)                           | 1885 (Villa) | Gartenteile, wie rundes Steinbecken, Steinsetzungen und geschwungene Treppe, Villengebäude schlichter Bau des ausgehenden 19. Jahrhunderts, nach 1900 etwas überformt, bemerkenswerte Innenausstattung, wie Säulenstellung im Foyer, Blindbögen als Wandgestaltung, Parkett, original erhaltene Öfen, Türen usw., auf Grund des Interieurs baugeschichtlich und künstlerisch bedeutend, von exemplarischem Wert für die Innenarchitektur eines gründerzeitlichen Villengebäudes, dabei einige Ausstattungselemente sogar singulär. | 09219002 |
|                                         | Stiftung Pniel (ehem.) | Schevenstraße 35 (Karte)                           | bezeichnet 1853, 1882, 1900 und 1906 (Winzerhaus) | Anlage über U-förmigem Grundriss, bestehend aus straßenseitigem Weinbergshaus und rückwärtigen Flügelanbauten eines Erziehungsheims; heute ausschließlich zu Wohnzwecken genutzt, baugeschichtlich, ortsgeschichtlich und sozialgeschichtlich sowie landschaftsgestaltend und städtebaulich bedeutend. | 09211154 |
| Weitere Bilder                          | Dinglingers Weinberg | Schevenstraße 59 (Karte)                           | 1643 Dendro (Winzerhaus), 1708/1715 Dendro (Elbflügel Dachwerk und Reparatur), 1723 Dendro (Elbflügel Decken-/Dachbalken), 1763 Dendro (Elbflügel Bogen EG), 2. Viertel 17. Jh. (Weinberg) | Landhaus, Barockgarten, Pavillon sowie Einfriedung und gesamter Weinberg; Landhaus, Barockgarten, Pavillon, Kegelbahn, mit Steinplatten belegte Freifläche, Plastiken, Reste der Treppenanlagen, Belvedere, Stützmauern, Toranlage, Einfriedung und gesamter Weinberg; einzigartiges Loschwitzer Anwesen, baugeschichtlich und personengeschichtlich, künstlerisch, städtebaulich und landschaftsgestalterisch bedeutend. | 09211141 |
| Weitere Bilder                          | Schiller-Körner-Denkmal | Schillerstraße (Karte)                             | 1912 (Denkmal) | Wandbrunnen; aufwendige Anlage mit Figuren im Halbrelief (Schiller, Körner usw.), in der Mitte bereichert von Früchtekorb und Ehrenkranz, im Sockelbereich kleines Becken, wegen seines gestalterischen Anspruchs und den beteiligten namhaften Künstlern Pietzsch und Rassau künstlerisch bedeutend. | 09211193 |
|                                         | Stützmauern | Schillerstraße (Karte)                             | 18./19. Jh. (Bodenrelief) | ursprünglich zumindest teilweise wohl Weinbergsmauern, als prägendes Element der Loschwitzer Hänge landschaftsgestalterisch bedeutend. | 09211172 |
| Weitere Bilder                          | Mietshaus in halboffener Bebauung, mit Laden | Schillerstraße 1 (Karte)                           | 1898 (Mietshaus) | Historismusbau mit charakteristischer Klinker-Sandstein-Fassade und zeittypischen Gestaltungselementen, zudem Teil des bemerkenswerten Ensembles Körnerplatz, baugeschichtlich und städtebaulich bedeutend. | 09211315 |
|                                         | Oskar Zwintscher-Haus | Schillerstraße 2 (Karte)                           | 2. Hälfte 19. Jh. (Pförtnerhaus) | Nebengebäude/Pförtnerhaus (ursprünglich) mit Toranlage; kleines Gebäude im Schweizerhausstil mit Drempelgeschoss und charakteristischem Dachüberstand, vorderer Giebel mit Holzzierrat, zeitweilig im Besitz des Malers und Dichters Oskar Zwintscher, einem der bedeutendsten Vertreter der Dresdner Malerei des Jugendstils, bauentwicklungsgeschichtlich, ortsgeschichtlich, personengeschichtlich und stadtentwicklungsgeschichtlich bedeutend, im Zusammenhang mit Loschwitz auch landschaftsgestalterisch von Belang (Nebengebäude zu Plattleite 1b). | 09217919 |
| Weitere Bilder                          | Villa Montana | Schillerstraße 2b (Karte)                          | bezeichnet 1908 (in Wetterfahne) | Villa mit Eingangsportal, Treppenanlage, Pavillon und Stützmauer; großzügiger Bau auf anspruchsvollem Grundriss, markantes Beispiel für die versachlichte Architektur nach 1900, welche durch vereinfachte historistische Schmuckelemente und Gliederungselemente gekennzeichnet war, dominiert von Mittelrisalit, Turmanbau und hohem, bewegtem Dach, baugeschichtlich und künstlerisch bedeutend, als markanter Teil des stadtentwicklungsgeschichtlich unverwechselbaren Elbhangs zudem städtebaulich und landschaftsgestalterisch von Belang. | 09211188 |
| Weitere Bilder                          | Villa Orlando | Schillerstraße 4 (Karte)                           | 1848–1853 und 1856 (als vollendet bezeichnet) | Villengebäude mit Reststück des Gartens, Terrassen und Toranlage; als normannisches Kastell stilisierter Bau, eines der bemerkenswertesten Beispiele der Villenarchitektur des 19. Jahrhunderts in Dresden, baugeschichtlich, künstlerisch, landschaftsgestaltend und städtebaulich bedeutend (siehe auch Schillerstraße 4g). | 09211184 |
|                                         | Pavillon | Schillerstraße 4g (Karte)                          | 1848–1853 (Gartenhaus) | markantes Beispiel für die Kleinarchitektur seiner Zeit, ursprünglich zur Villa Orlando gehörig, zeigt wie groß deren Grundstück war, baugeschichtlich und ortsgeschichtlich bedeutend (siehe auch Schillerstraße 4). | 09218260 |
| Weitere Bilder                          | Villa mit Terrassenanlage und Einfriedung | Schillerstraße 9 (Karte)                           | Anfang 20. Jh. (Villa) | einfacher Baukörper zu Beginn des 20. Jahrhunderts entstanden, mit wenig Schmuckelementen und weit überstehendem flachen Satteldach, im Sinne des Schweizerhausstils, Backsteinverwendung im Giebelgeschoss, sonst einfach verputzt, baugeschichtlich, sowie als Teil des Loschwitzer Elbhangs städtebaulich und landschaftsgestaltend bedeutend. | 09211130 |
| Weitere Bilder                          | Villa mit Einfriedung, Terrassenanlage (und Nebengebäude)                                                                                       | Schillerstraße 11 (Karte)                          | um 1880 (Villa) | als Teil des unverwechselbaren Loschwitzer Elbhangs städtebaulich und landschaftsgestaltend von Bedeutung. | 09211131 |
| Weitere Bilder                          | Villa Herrmann; Villa Thorwald mit Nebengebäuden                                                                                                | Schillerstraße 12; 12a; 12g; 12h; 12i; 12p (Karte) | 1851–1852 (Villa), 1816 (Nebengebäude) | Villa mit Terrasse, Nebengebäude, Torhaus und Gärtnerwohnhaus, Gartentempel oder Lusttempel (künstliche Ruine oder ruinös), Treppenanlagen, großem Wasserbassin, Garten, plastischer Ausschmückung, Stützmauern und Einfriedung; Villa zweigeschossig mit fünf Achsen, Turm und Veranda, einzigartiges italienisierendes Villenanwesen, bemerkenswerte Ausstattung, baugeschichtlich und künstlerisch sowie landschaftsgestalterisch bedeutend. Von Theodor Lehnert für Joseph Herrmann errichtet, benannt nach dem dänischen Bildhauer Bertel Thorwaldsen (1770–1844). | 09211173 |
| Weitere Bilder                          | Villa mit Nebengebäude, Teilen des Gartens, Terrassenanlage und Einfriedung                                                                     | Schillerstraße 13; 13a (Karte)                     | um 1885 (Villa) | Gebäude im historisierenden Stil der 2. Hälfte des 19. Jahrhunderts erbaut, baugeschichtlich von Bedeutung, als markanter Teil des stadtentwicklungsgeschichtlich unverwechselbaren Elbhangs zudem städtebaulich und landschaftsgestalterisch von Belang. | 09211189 |
| Weitere Bilder                          | Villa, Einfriedung einschließlich Tor sowie Terrassenanlage                                                                                     | Schillerstraße 15 (Karte)                          | 1918–1921 (Villa), bezeichnet 1859 (obere Stützmauer) | charakteristisches Loschwitzer Anwesen, der aus einem älteren Gebäude hervorgegangene Rechteckbau mit Lochfassade und Walmdach sachlich und traditionell gestaltet, Seite zur Elbe durch Balkone und halbrunden Vorbau aufgelockert, rückwärtige Eingangsseite repräsentativ, Teile des Interieurs aus der Entstehungszeit erhalten, zwei aufwendige Stützmaueranlagen mit Brunnen, Podesten, kleiner Bastion (obere Anlage), Treppen usw. sichern Hang, Anlage baugeschichtlich und städtebaulich sowie in Teilen auch künstlerisch von Belang. | 09300839 |
| Direkt Bild zu diesem Denkmal hochladen | Pavillon | Schillerstraße 16 (Karte)                          | um 1800 (Gartenpavillon) | markanter Sandsteinbau mit Pyramidendach, vermutlich ehemaliges Weinbergshaus, als Zeugnis des Weinanbaus in Loschwitz ortsgeschichtlich bedeutend. | 09211167 |
| Weitere Bilder                          | Villa mit Terrassenanlage und Einfriedung | Schillerstraße 17 (Karte)                          | 2. Hälfte 19. Jh. (Villa) | historisierender Bau der zweiten Hälfte des 19. Jahrhunderts mit Schweifgiebeln und rückwärtigen Turmanbauten, Treppenhaus mit originaler Ausstattung, Teil des unverwechselbaren Loschwitzer Elbhangs, baugeschichtlich, landschaftsgestaltend und städtebaulich von Bedeutung, wohl auch künstlerisch von Belang. | 09211190 |
| Weitere Bilder                          | Wohnhaus mit Stützmauer und Toreinfahrt in offener Bebauung                                                                                     | Schillerstraße 18 (Karte)                          | 2. Hälfte 18. Jh. (Wohnhaus) | wohl ehemaliges Winzeranwesen, Obergeschoss mit Schindeln bedeckt, charakteristischer ländlicher Bau seiner Zeit, baugeschichtlich und ortsgeschichtlich bedeutend. | 09211168 |
|                                         | Mont Pleasant (ehem.) | Schillerstraße 19 (Karte)                          | um 1860 (Villa) | Villa mit Turmanbau, Garten, Terrassenanlage, Einfriedung und Toranlage; eines der großzügigsten Anwesen von Loschwitz, historisierender Bau aus der 2. Hälfte des 19. Jahrhunderts, baugeschichtlich, gartenkünstlerisch, städtebaulich und landschaftsgestalterisch bedeutend. | 09211191 |
| Weitere Bilder                          | Schillerhäuschen | Schillerstraße 19 (Karte)                          | 2. Hälfte 18. Jh. (Gartenpavillon) | Pavillon; Bau mit Zeltdach im ehemaligen Körnerschen Weinberg gelegen, Wohnstätte und Schaffensstätte Friedrich Schillers 1785–1787 und 1801, ein Raum als Gedenkstätte eingerichtet, vor allem personengeschichtlich bedeutend. | 09211192 |
| Weitere Bilder                          | Villa mit Terrassenanlage, (Nebengebäude und Einfriedung)                                                                                       | Schillerstraße 21c (Karte)                         | Anfang 20. Jh. (Villa) | aufwendiger Bau des Historismus Ende des 19. Jahrhunderts mit Turmanbau, Zierfachwerk usw., repräsentativer Landsitz am Loschwitzer Elbhang, baugeschichtlich, künstlerisch, städtebaulich und landschaftsgestaltend bedeutend. | 09211136 |
| Weitere Bilder                          | Villa mit Atelier und Einfriedung | Schillerstraße 27 (Karte)                          | 2. Hälfte 19. Jh. (Villa) | Wohnstätte von Hermann Prell (1854–1922) und Walter Arnold (1909–1979), vor allem personengeschichtlich von Bedeutung. | 09211165 |
| Weitere Bilder                          | Villa (Mietvilla) mit Einfriedung | Schillerstraße 29 (Karte)                          | 2. Hälfte 19. Jh. (Villa) | als charakteristischer historisierender Bau der 2. Hälfte des 19. Jahrhunderts und Teil des unverwechselbaren Loschwitzer Elbhangs baugeschichtlich, landschaftsgestaltend und städtebaulich von Bedeutung. | 09211166 |
| Weitere Bilder                          | Knoopsche Villa (ehem.) | Schillerstraße 31 (Karte)                          | um 1890 (Villa), bezeichnet 1893 (Gedenkstein) | Villa mit hölzerner Pergola an der Westseite, umgebender Terrasse einschl. hölzerner Einfriedung, je einer Treppe an der Westseite und Ostseite, Schalenbrunnen, Wandbrunnen, Gedenkstein und nierenförmigem Wasserbecken einschließlich ehemaligem Bachlauf; zweigeschossige Villengebäude in Anlehnung an Schweizerhausstil errichtet, im Innern Großteil der ursprünglichen Ausstattung erhalten, Anwesen baugeschichtlich, künstlerisch und stadtentwicklungsgeschichtlich bedeutend. | 09215763 |
|                                         | Garten | Schillerstraße 33 (Karte)                          | 2. Hälfte 19. Jh. (Villengarten/Landhausgarten) | markante Anlage ihrer Zeit mit Wegeführung, Bewuchs, Plastiken und Ziermauern, erhaltenswertes Denkmal der Landschaftsgestaltung und Gartengestaltung, gartenhistorisch und wohl auch gartenkünstlerisch bedeutend. | 09218262 |
| Direkt Bild zu diesem Denkmal hochladen | Gartenhaus | Schillerstraße 37a (Karte)                         | 1. Hälfte 19. Jh. (Gartenhaus) | malerischer, ursprünglich erhaltener Bau seiner Zeit, vor allem baugeschichtlich bedeutend. | 09218263 |
| Weitere Bilder                          | Villa Hetzer mit Nebengebäuden | Schillerstraße 39 (Karte)                          | im Kern Ende 19. Jh. (Villa), 1905 (Villa), um 1900 (Garten) | Villa, Remisengebäude einschließlich Kutscherwohnung, Gärtnerhaus, drei Gartenpavillons, Garten, Treppenanlage mit Terrasse und Einfriedung; weitgehend ursprünglich erhaltenes in seiner heutigen Form neobarockes Anwesen mit allen wesentlichen Elementen von architektonischer, künstlerischer und gartengestalterischer Bedeutung, außerdem im Innern reiche Ausstattung u. a. Stuckdekor. | 09211145 |
| Weitere Bilder                          | Landhaus Wunderlich (ehem.) | Schillerstraße 41 (Karte)                          | um 1910 (Villa) | Villa; markantes Beispiel der versachlichten Architektur nach 1900, mit hohem, weithin sichtbarem Dach und wenigem, aber akzentuierendem Bauschmuck, Werk des bekannten Architekten Georg Heinsius von Mayenburg, baugeschichtlich und künstlerisch bedeutend. | 09215758 |
| Weitere Bilder                          | Schwebebahn Dresden; Bergstation oder Obere Station                                                                                             | Sierksstraße 2 (Karte)                             | 1898–1901 (Seilbahn) | Bergstation oder Obere Station mit Maschinenhaus und überdachten Bahnsteigen sowie Anlage aus aufgeständerter Eisenkonstruktion mit 33 Stützen: 32 Pendeljochen und einem Ankerjoch, Hohlträger der Fahrbahn, Phönix-Laufschiene, 62 Seilführungsrollen, Antrieb und Wagen; baugeschichtlich, ortsgeschichtlich und technikgeschichtlich bedeutend sowie singulär, zur Zeit der Inbetriebnahme erste Schwebeseilbahn in Europa ausschließlich für Personenverkehr. | 09211294 |
| Weitere Bilder                          | Villa »Abendsonne« | Sierksstraße 6 (Karte)                             | 1905–1906 (Villa), 1958 (Gartenhaus) | Villa mit Gartenhaus, Gedenktafel und Einfriedung; Villengebäude Beispiel für Reformarchitektur nach 1900, Wohnstätte von Kreuzkantor Rudolf Mauersberger (1889–1971), Anwesen baugeschichtlich, mehr noch personengeschichtlich von Bedeutung. | 09211230 |
| Weitere Bilder                          | Villa Dressler | Sierksstraße 14 (Karte)                            | 1905–1906 (Villa) | Villa mit Stützmauer, Einfriedung und Pavillon; typisches Beispiel der Reformarchitektur nach 1900 mit klar gegliedertem Baukörper, der von einem hohen Walmdach (Pyramidendach) abgeschlossen wird und wenigem akzentuierendem Bauschmuck u. a. Klappläden, Betonung der Mittelachsen, baugeschichtlich bedeutend. | 09211232 |
|                                         | Villa mit Einfriedung | Sierksstraße 17 (Karte)                            | bezeichnet 1924 (Villa) | repräsentative und gestalterisch anspruchsvolle Fabrikantenvilla der bis in die 1920er Jahre nachwirkenden Reformarchitektur vor allem mit neoklassizistischen Gestaltungselementen (Dreiecksgiebel, Hängeplattenfriese und Lisenen), dominant das hohe Mansardenwalmdach, der akzentuierende Schmuck vergleichsweise aufwendig, Anwesen baugeschichtlich bedeutend und künstlerisch wertvoll. | 09211231 |
|                                         | Villa mit Einfriedung | Sierksstraße 25 (Karte)                            | um 1900 (Villa) | um 1900 entstanden und mit seinen Eckquaderungen, Klappläden, sowie weiteren akzentuierten Gestaltungselementen aus Holz ein charakteristisches Beispiel zwischen versachlichter Architektur und Heimatstil, baugeschichtlich von Bedeutung. | 09211233 |
|                                         | Villa mit Einfriedung | Sierksstraße 26 (Karte)                            | 1902–1903 (Villa) | Farbglasfenster am Balkon, anschauliches Beispiel für einen schon leicht versachlichten historisierenden Bau mit vergleichsweise wenig Bauschmuck aus dem Ende des 19. Jahrhunderts oder um 1900, mit regionalen gestalterischen Bezügen auch als Heimatstil bezeichnet, mit Zierfachwerk und weiteren akzentuierenden Fassadenschmuckelementen, baugeschichtlich bedeutend. | 09211219 |
|                                         | Villa »Kickelhayn« mit Einfriedung | Sierksstraße 33 (Karte)                            | bezeichnet 1902 (Villa) | Villa »Kickelhayn« mit Einfriedung einschl. Pforte (Sierksstraße 33) sowie Einfriedung mit zwei Toranlagen und Pforte (Tiedgestraße 6 und 8). Im Villengebäude Hallendiele mit Teilen der originalen Ausstattung, Fassaden belebt durch Anbauten und Zierfachwerk mit geschwungenen Elementen, Gebäude zwischen Historismus und Jugendstil, baukünstlerisch und architekturhistorisch bedeutend, von der Tiedgestraße 6 und 8 nur die Einfriedung mit den Zugängen Teil des Kulturdenkmals. | 09211220 |
| Weitere Bilder                          | Einfriedungsmauern oder Stützmauern | Sonnenleite (Karte)                                | 18./19. Jh. (Stützmauer) | Einfriedungsmauern oder Stützmauern; ursprünglich zu mindestens teilweise wohl Weinbergsmauern, als prägendes Element der Loschwitzer Hänge landschaftsgestalterisch bedeutend. | 09211393 |
| Weitere Bilder                          | Haus Sammann | Sonnenleite 2 (Karte)                              | bis 1922 (Villa) | Villa mit Stützmauer und Pforte; mit schmucklosem, klar gegliedertem Baukörper, der von einem hohen Dach dominiert wird klassisches Beispiel der Reformarchitektur nach 1900, Werk des lokal bedeutenden Architekten Martin Pietzsch, baugeschichtlich bedeutend. | 09211398 |
|                                         | Villa Rosenhügel | Sonnenleite 3 (Karte)                              | 1908–1909, bezeichnet 1909 (Villa) | Villa mit Garten und Einfriedung; malerische und für den bekannten Dresdner Architekten Rudolf Kolbe charakteristische Anlage, nach Plänen Kolbes für den Kaufmann Bruno Hietzig ausgeführt, markantes Beispiel der nach 1900 aufkommenden Reformarchitektur und somit baugeschichtlich bedeutsam, mit dem fantasievoll gestalteten Garten zudem gartenkünstlerisch von Belang. | 09211397 |
|                                         | Haus Schöneichen; Villa Elisa | Sonnenleite 4 (Karte)                              | bezeichnet 1896 (Pergola) | Villa mit Gartenplastik, Pergola und Einfriedung, markantes Leinwandbild im Inneren, schlichter, aber anspruchsvoll gestalteter Bau, auffällig die reich gestaltete hölzerne Veranda; baugeschichtlich und ortsgeschichtlich sowie künstlerisch bedeutend. | 09211391 |
|                                         | Villa Bernhardt | Sonnenleite 5 (Karte)                              | um 1910 (Villa) | Villa mit Stützmauer, Einfriedung und Treppenanlage; charakterisierender Bau der Reformarchitektur um 1910 mit sparsam eingesetzten gestalterischen Akzenten sowie einem Eckturmanbau an der Ostseite zur Grundstraße hin, baugeschichtlich bedeutend. | 09211396 |
|                                         | Haus Tauroggen | Sonnenleite 6 (Karte)                              | um 1880 (Villa) | Villa mit Einfriedung; Straßenfront stufenartig mit quadratischem Turmaufbau, ansonsten eher schmucklos, großzügiger Oberloschwitzer Wohnbau in offener Bebauung, stadtentwicklungsgeschichtlich bedeutend, Umbau/Anbau durch das berühmte Dresdner Büro Schilling & Graebner, weitere Veränderungen nach 1900 (markanter Jugendstilzaun), wohl auch baugeschichtlich von Belang. | 09211390 |
|                                         | Villa Iris | Sonnenleite 7 (Karte)                              | 1909–1910 (Villa) | Villa mit Einfriedung; markanter Bau der Reformarchitektur nach 1900 mit hohem Mansardendach und wenigem aber akzentuierendem Bauschmuck, anspruchsvoll gestaltet, Werk des lokal bekannten Architekten Rudolf Kolbe, baugeschichtlich und künstlerisch bedeutend. | 09211395 |
|                                         | Villa Lotte | Sonnenleite 8 (Karte)                              | bezeichnet 1910 (Villa) | Villa mit Nebengebäude und Einfriedung; dominiert von straßenseitigem Turmanbau mit Schweifhaube, markantes und anspruchsvolles Gebäude der Reformarchitektur nach 1900 mit hohem Mansardendach und akzentuierend eingesetzten Schmuckelementen, meist in einem stilisierten Neobarock, baugeschichtlich und künstlerisch von Wert. | 09211386 |
|                                         | Einfamilienhaus mit Einfriedung | Sonnenleite 9 (Karte)                              | um 1935 (Wohnhaus) | traditioneller Bau der 1930er Jahre mit Satteldach, mittig ausgebautem Dachgeschoss, Wandbild an der Außenfassade, Entwurf und Wohnstätte von Wilhelm Kreis, baugeschichtlich bedeutend. | 09211394 |
|                                         | Villa mit Einfriedung | Sonnenleite 10 (Karte)                             | um 1910 (Villa) | einfache Kubatur mit abschließendem Walmdach und sehr sparsam eingesetzten Bauschmuck, auffällig die gerahmte Eingangstür im Stil des Neobarock, baugeschichtlich bedeutend. | 09211387 |
| Weitere Bilder                          | Villa mit Einfriedung | Sonnenleite 17 (Karte)                             | um 1890 (Villa) | besonders auffälliger und malerischer Bau eines Oberloschwitzer Landhauses aus der zweiten Hälfte des 19. Jahrhunderts, belebt von Ziergiebeln, Schmuckveranda und Eckquaderungen, baugeschichtlich und stadtentwicklungsgeschichtlich bedeutend. | 09211392 |
|                                         | Villa Berchtesgaden | Sonnenleite 23 (Karte)                             | um 1900 (Villa) | Mietvilla; charakteristische Stil-Villa des späten 19. Jahrhunderts mit historisierenden Fassaden, baugeschichtlich bedeutend, zudem als Teil eines markanten Straßenzuges auch stadtentwicklungsgeschichtlich von Belang. | 09211388 |
|                                         | Mietvilla mit Einfriedung | Sonnenleite 25 (Karte)                             | um 1900 (Villa) | im Kern charakteristische Stil-Villa des späten 19. Jahrhunderts mit historisierenden Fassaden, nach 1900 rückwärtig erweitert, baugeschichtlich bedeutend, zudem als Teil eines markanten Straßenzuges auch stadtentwicklungsgeschichtlich von Belang. | 09211389 |
|                                         | Mietvilla mit Einfriedung | Sonnenleite 29 (Karte)                             | um 1900 (Villa) | Belebung durch Anbauten und Zierfachwerk mit geschwungenen Elementen, Gebäude zwischen Historismus und Jugendstil, nach 1900 rückwärtig erweitert, baukünstlerisch und architekturhistorisch bedeutend. | 09211385 |
|                                         | Mietvilla mit Einfriedung | Sonnenleite 31 (Karte)                             | um 1900 (Villa) | typischer großzügiger Oberloschwitzer Wohnbau in offener Bebauung, vor allem stadtentwicklungsgeschichtlich bedeutend. | 09211384 |
|                                         | Mietvilla mit Einfriedung | Sonnenleite 33 (Karte)                             | um 1910 (Villa) | charakteristischer Bau der versachlichten Architektur nach 1900, auch als Reformarchitektur bezeichnet, dabei das hohe Mansardendach bemerkenswert, weitere Belebung durch turmartigen Anbau an der Straßenseite, Bauschmuck nur akzentuierend, Teil von Oberloschwitz, Anwesen baugeschichtlich und stadtentwicklungsgeschichtlich bedeutend. | 09211370 |
| Direkt Bild zu diesem Denkmal hochladen | Zwei Gartenplastiken antiker Götter | Steglichstraße (Karte)                             | 1896 (Grundstücks-Einfassung), 1896 (Gartenbank), Ende 19. Jh. (Gartenskulptur) | Zwei Gartenplastiken antiker Götter (darunter ein Hermes) und Ruhebank sowie Torpfeiler (Rundsäulen) an der Steglichstraße; ortsgeschichtlich bedeutend sowie kunsthistorisch von Belang (siehe auch Sonnenleite 4). | 09218175 |
|                                         | Wohnhaus in offener Bebauung | Steglichstraße 1 (Karte)                           | 18. Jh. (Wohnhaus) | Volksbauweise aus dem 18. Jahrhundert mit Fachwerk im Obergeschoss, Teil von Loschwitz, baugeschichtlich und stadtentwicklungsgeschichtlich von Bedeutung. | 09211214 |
|                                         | Mietshaus in offener Bebauung | Steglichstraße 3 (Karte)                           | bezeichnet 1895 (18AE95) | wohlproportioniertes und ausgewogen gestaltetes Gründerzeithaus mit abschließenden Mansardenwalmdach, baugeschichtlich bedeutend. | 09218264 |
|                                         | Villa Malve | Steglichstraße 9 (Karte)                           | 1905–1906 (Villa) | Villa; versachlichtes Gebäude der Architektur nach 1900 mit schlichtem, aber gut proportioniertem Baukörper, Belebung durch polygonalen Anbau, Dachüberstand und Pergola, im Inneren noch Teile der Ausstattung aus der Entstehung, baugeschichtlich bedeutend. | 09211371 |
|                                         | Villa Goldregen | Steglichstraße 9b (Karte)                          | 1904–1905 (Villa) | Villa; versachlichtes Gebäude der Architektur nach 1900, auch als Reformstil bezeichnet, mit klarer, ausgewogen proportionierter Kubatur und zurückhaltender, aber akzentuierender Gestaltung sowie Gliederung durch Lisenen, abgesetzte Putzflächen und einfache Fenstereinfassungen, baugeschichtlich und ortsgeschichtlich bedeutend. | 09211372 |
|                                         | Mietvilla | Steglichstraße 13 (Karte)                          | bezeichnet 1903 (Villa) | typischer großzügiger Oberloschwitzer Wohnbau in offener Bebauung, vor allem stadtentwicklungsgeschichtlich bedeutend. | 09211374 |
|                                         | Wohnhaus mit Einfriedung in offener Bebauung | Steglichstraße 16 (Karte)                          | 1. Hälfte 19. Jh. (Wohnhaus) | Volksbauweise aus der 1. Hälfte des 19. Jahrhunderts mit Fachwerk im Obergeschoss, Teil von Loschwitz, baugeschichtlich und stadtentwicklungsgeschichtlich bedeutend. | 09211373 |
|                                         | Sonnen-Eck | Steglichstraße 26; 28 (Karte)                      | bezeichnet 1910 (Wohnhaus) | Doppelwohnhaus mit Einfriedung und seitlicher Pforte in offener Bebauung; mit seinen wohl proportionierten Formen und wenig, aber akzentuiertem Bauschmuck ein markantes Beispiel der Reformarchitektur nach 1900, auffällig durch die zwei seitlichen und straßenseitigen hohen Giebel, baugeschichtlich bedeutend. | 09211375 |
| Direkt Bild zu diesem Denkmal hochladen | Eingangspforte (Bergnest) | Steglichstraße 28b (Karte)                         | 1910 | Orts- und baugeschichtlich bedeutend | 09307522 |
|                                         | Villa mit Einfriedung | Steglichstraße 34 (Karte)                          | um 1910 (Villa) | wohlproportionierter Bau um 1910 ganz im Sinne der Reformarchitektur mit abschließendem Mansardenwalmdach und mittigem Vorbau, belebt von lediglich akzentuierendem Schmuck, baugeschichtlich bedeutend. | 09211380 |
|                                         | Mietvilla mit Einfriedung in Ecklage | Straußstraße 1 (Karte)                             | um 1900 (Villa) | charakteristische Stil-Villa des späten 19. Jahrhunderts mit historisierenden Fassaden, belebt von zum Teil aufwendigen Anbauten, Ziergiebeln, Schmuckfachwerk und Fensterbedachungen, baugeschichtlich bedeutend, zudem als Teil eines markanten Straßenzuges auch stadtentwicklungsgeschichtlich von Belang. | 09211412 |
|                                         | Mietvilla mit Einfriedung in Ecklage | Straußstraße 2 (Karte)                             | um 1900 (Villa) | charakteristischer Bau der versachlichten Architektur um/nach 1900 mit Zierfachwerk und weiteren Gestaltungselementen aus Holz, sowie zwei Turmanbauten, baugeschichtlich bedeutend. | 09211413 |
|                                         | Mietvilla mit Einfriedung | Straußstraße 3 (Karte)                             | um 1900 (Villa) | typischer großzügiger Oberloschwitzer Wohnbau in offener Bebauung, vor allem stadtentwicklungsgeschichtlich bedeutend. | 09211419 |
|                                         | Villa mit Einfriedung | Straußstraße 5b (Karte)                            | um 1910 (Villa) | Baubeispiel der Reformarchitektur nach 1900 mit einfacher Kubatur, einem ausgebauten Giebelgeschoss und seitlichem Anbau mit Veranda und Balkon, sonst kaum Bauschmuck, baugeschichtlich bedeutend. | 09211418 |
|                                         | Haus Moritz | Stürenburgstraße 10 (Karte)                        | bezeichnet 1935 (Einfamilien-Wohnhaus) | Einfamilienhaus mit Stützmauer; nobler, traditionalistisch gestalteter Bau mit hohem Walmdach, charakteristisch für die 1930er Jahre, baugeschichtlich und künstlerisch bedeutend. | 09305008 |
|                                         | Einfriedung mit zwei Toranlagen und Pforte | Tiedgestraße 6; 8 (Karte)                          | | Teil des Kulturdenkmals Villa »Kickelhayn«, Sierksstraße 33. Von der Tiedgestraße 6 und 8 sind nur die Einfriedung mit den Zugängen Teil des Kulturdenkmals. | 09211220 |
|                                         | Villa mit Garage und Einfriedung | Tolstoistraße 2 (Karte)                            | 1909–1910 (Villa) | markantes Beispiel für die versachlichte Architektur Anfang des 20. Jahrhunderts mit Motive des späten Jugendstils und Formvorstellungen der Heimatschutzbewegung, vor allem baugeschichtlich und künstlerisch bedeutend. | 09211150 |
|                                         | Villa, Remise und Einfriedung | Tolstoistraße 4 (Karte)                            | um 1910 (Villa) | klassischer Bau der Reformarchitektur nach 1900 mit hohem, markantem Dach (Mansardengiebeldach mit Fußwalm) und sparsam eingesetzten Schmuckelementen und Gliederungselementen insbesondere des Neoklassizismus (Ecklisenen, kannelierte Halbsäulen) zur Auflockerung der Fassade, gestalterisch stimmig und anspruchsvoll, baugeschichtlich und künstlerisch bedeutend. | 09211151 |
|                                         | Villa mit Einfriedung | Tolstoistraße 6 (Karte)                            | 1912 (Villa) | typisches, wohlproportioniertes Gebäude der Reformbauarchitektur nach 1900, mit sparsam und akzentuierend eingesetzten Schmuckelementen und Gliederungselementen, wie genuteten Lisenen oder Klappläden, gestalterisch hervorgehobenen der mittige Altan an der Straßenseite, gestalterisch stimmig und anspruchsvoll, baugeschichtlich und künstlerisch bedeutend. | 09211152 |
|                                         | Villa mit Einfriedung | Tolstoistraße 9 (Karte)                            | 1924–1925 (Villa) | im Zeitgeist der 1920er Jahre errichteter schlichter, aber gediegener Bau, architekturgeschichtlich von Bedeutung, als Teil des Loschwitzer Villen-Plateaus auch stadtentwicklungsgeschichtlich wertvoll und als Wohnstätte von Dr. jur. Hans Meier personengeschichtlich bedeutend. | 09305938 |
| Weitere Bilder                          | Schweizerei; Amalienquelle | Ulrichstraße 5 (Karte)                             | 1. Hälfte 19. Jh. (Gasthaus), bezeichnet 1887 (Amalienquelle) | Gasthaus (ehem.) mit künstlich angelegtem Wasserfall (bez.1887) und Stützmauer unmittelbar an der Straße; Gedenkstätte der Arbeiterbewegung, hier fand 1890 die erste Maifeier im Raum Dresden statt, zweigeschossiger Bau mit massiv untersetztem Fachwerk, geschichtlich bedeutend. | 09211212 |
|                                         | Villa Lotte | Ulrichstraße 12 (Karte)                            | 1894 (Villa) | Villa mit Garten und Einfriedung; zweigeschossiger historisierender Bau mit ausgebautem Mansardendach, Erkern und kleiner Vorhalle, zur Entstehungszeit für eine Familie erbaut, baugeschichtlich und künstlerisch bedeutend, der ausgedehnte, gegliederte Garten hinter dem Gebäude gartengestalterisch von Belang. | 09211209 |
|                                         | Landhaus | Ulrichstraße 15 (Karte)                            | 1892–1893 (Landhaus) | malerischer Bau mit Zierfachwerk, zwischen Historismus und Reformarchitektur, Teil von Loschwitz, baugeschichtlich und stadtentwicklungsgeschichtlich bedeutend. | 09306836 |
|                                         | Villa | Ulrichstraße 18 (Karte)                            | um 1900 (Villa) | großzügiger Loschwitzer Wohnbau in offener Bebauung, vor allem stadtentwicklungsgeschichtlich bedeutend. | 09211221 |
|                                         | Villa | Ulrichstraße 25 (Karte)                            | um 1890 (Villa) | kleiner landhausartiger Bau mit weiten Dachüberständen, Giebeln und Zierfachwerk, in Anlehnung an den Schweizerhausstil errichtet, vor allem baugeschichtlich bedeutend. | 09215730 |
|                                         | Möllers Sanatorium (ehem.); Pensionsgebäude | Ulrichstraße 27 (Karte)                            | um 1900 (Wohnhaus) | Wohnhaus mit Einfriedung in offener Bebauung; ursprünglich als Pensionsgebäude zu Möllers Sanatorium gehörig, ortsgeschichtlich bedeutend. | 09215729 |
|                                         | Möllers Sanatorium (ehem.); Pensionsgebäude | Ulrichstraße 31 (Karte)                            | um 1900 (Wohnhaus) | Wohnhaus in Ecklage und offener Bebauung; ursprünglich als Pensionsgebäude zu Möllers Sanatorium gehörig, ortsgeschichtlich bedeutend. | 09215728 |
|                                         | Wohnhaus in offener Bebauung mit Einfriedung | Ulrichstraße 33 (Karte)                            | um 1875 (Wohnhaus) | kleines malerisches Wohnhaus im Zeitgeschmack des Biedermeier mit charakteristischen Weinspalier und zum Teil erhaltenen Winterfenstern, baugeschichtlich und stadtentwicklungsgeschichtlich bedeutend. | 09215727 |
|                                         | Weinbergsportal und Treppenanlage | Veilchenweg (Karte)                                | bezeichnet 1661 (Pforte) | Weinbergsportal und Treppenanlage; auf dem Gelände der Schwebebahnanlage gelegen, als prägende Elemente der Loschwitzer Hänge landschaftsgestalterisch bedeutend. | 09215759 |
| Weitere Bilder                          | Wohnhaus in offener Bebauung | Veilchenweg 1 (Karte)                              | 18. Jahrhundert (Wohnhaus) | charakteristisches ländliches mit Fachwerk im Obergeschoss, Ludwig-Richter-Wohnstätte, baugeschichtlich und personengeschichtlich bedeutend. | 09211291 |
| Weitere Bilder                          | Mietshaus in offener Bebauung | Veilchenweg 2 (Karte)                              | um 1885 (Mietshaus) | mit Laden, historisierender Eckbau, schließt Körnerplatzensemble nach Osten hin ab, vor allem baugeschichtlich bedeutend. | 09211292 |
| Weitere Bilder                          | Winzerhaus (ehem.), Gartenhaus, Nebengebäude (Weinpresse), Pforte                                                                               | Veilchenweg 9 (Karte)                              | 17. Jh. und Ende18. / Anfang 19. Jh. (Winzerhaus) | Winzerhaus (ehem.), Gartenhaus, Nebengebäude (Weinpresse), Grundstücksfläche, Pforte, Einfriedungsmauern und Stützmauern; bedeutsames Zeugnis des Weinanbaus in Loschwitz, markantes Gebäude mit Fachwerk im Obergeschoss, alter Bausubstanz, bemerkenswerte Innenausstattung (Malerei) usw., baugeschichtlich und ortsgeschichtlich sowie künstlerisch bedeutend, | 09211247 |
| Direkt Bild zu diesem Denkmal hochladen | Ludwig-Richter-Denkmal | Veilchenweg 9 (Karte)                              | nach 1900 (Denkmal) | Denkmal; Büste auf annähernd quadratischem Sockel, von Bildhauer Oskar Rassau (1843–1912) nach 1900 geschaffen, künstlerisch und ortsgeschichtlich, sowie personengeschichtlich bedeutend. | 09211248 |
|                                         | Säule; Denkmal | Veilchenweg 9 (Karte)                              | bezeichnet 1674 (Denkmal) | Denkmal; Sandsteinsäule aus Basis, toskanischer Säule, Inschriftwürfel, Spitze und Wetterfahne, dem Weinbau gewidmet, künstlerisch und ortsgeschichtlich bedeutend. | 09211245 |
|                                         | Wohnhaus mit barockisierendem Eingangsportal in offener Bebauung                                                                                | Veilchenweg 12 (Karte)                             | um 1830 (Wohnhaus) | mit schlichter Fassade, Krüppelwalmdach und Fledermaus-Gaupe charakteristischer Bau aus der Zeit des späten Biedermauer, baugeschichtlich bedeutend, zudem als Teil des Loschwitzer Elbhangs städtebaulich und landschaftsgestaltend von Belang. | 09215745 |
| Weitere Bilder                          | Villa | Veilchenweg 15 (Karte)                             | Anfang 20. Jh. (Villa) | Villa Wilhelmshöhe - großzügiger Loschwitzer Wohnbau in offener Bebauung, vor allem stadtentwicklungsgeschichtlich bedeutend. | 09211244 |
|                                         | Wohnhaus mit rückwärtigem Anbau, Terrassenanlage und Gartenpavillon                                                                             | Veilchenweg 18 (Karte)                             | 1843 (Villa) | markantes und weitgehend authentisch erhaltenes Gebäude aus dem Spätbiedermeier, Wohnstätte der Familie Kyaw, vor allem baugeschichtlich und personengeschichtlich bedeutend. | 09218266 |
|                                         | Hotel Victoriahöhe (ehem.); Ausstattung | Veilchenweg 19 (Karte)                             | 1882 (Malerei) | Kassettendecken, Deckenbemalungen und Wandbemalungen; wertvolle historisierende Ausstattungselemente, architekturhistorisch und künstlerisch bedeutend. | 09218267 |
| Weitere Bilder                          | Villa mit Einfriedung | Veilchenweg 20 (Karte)                             | Mitte 19. Jh. (Villa) | mit seiner feingliedrigen und ausgewogenen Fassade gestalterisch anspruchsvoll, weitgehend original erhaltener früher historistischer Bau zwischen Spätklassizismus (Klarheit, Dreiecksgiebel) und Neorenaissance (Rundbogenfenster mit waagerechter Verdachung, Eingang als Serlio-Motiv), künstlerisch und baugeschichtlich bedeutend. | 09211246 |
|                                         | Villa Stolzenfels | Veilchenweg 25 (Karte)                             | bezeichnet 1901 (Villa) | Villa mit Einfriedung und aufwendigem Grundstückseingang aus Toreinfahrt und Pforte; stattlicher historistischer Bau über sehr bewegtem Grundriss und Aufriss, mit Balkons, Türmchen, Laternen und hohem Rundturm, baugeschichtlich und künstlerisch bedeutend, als Teil des Loschwitzer Elbhangs auch städtebaulich und landschaftsgestaltend von Belang. | 09211240 |
|                                         | Villa mit Einfriedung und schmiedeeiserner Eingangspforte                                                                                       | Veilchenweg 26 (Karte)                             | bezeichnet 1897 (in Wetterfahne) | wohlproportionierter Bau des Späthistorismus Ende des 19. Jahrhunderts mit hölzernen Gestaltungselementen und Krüppelwalmdach, besonders markant ist der Dachreiter mit Zeltdach, baugeschichtlich bedeutend, wohl auch künstlerisch von Wert, als Teil des Loschwitzer Elbhangs zudem städtebaulich und landschaftsgestaltend von Belang. | 09211242 |
|                                         | Villa mit Terrassenanlage und Stützmauer | Veilchenweg 27 (Karte)                             | 1926 (Villa) | charakteristischer, traditionell gestalteter Bau der Architektur der 1920er Jahre vom lokal bedeutenden Architekten Rudolf Kolbe, mit hervorgehobenen Eingangsbereich und hohem Walmdach, baugeschichtlich, personengeschichtlich und künstlerisch bedeutend. | 09215762 |
|                                         | Einfamilienhaus mit Gartenterrasse und Einfriedung                                                                                              | Veilchenweg 34 (Karte)                             | um 1928 (Wohnhaus) | für die Familie Havlik errichtet, bemerkenswerter Bau der späten 1920er Jahre mit anspruchsvoller Fassadengestaltung, dabei Gartenseite mittels geschlossener Galerie und Austritt hervorgehoben, und originaler Ausstattung, baugeschichtlich, künstlerisch und städtebaulich bedeutend. | 09218544 |
| Weitere Bilder                          | Villa Miyanoshita | Veilchenweg 48 (Karte)                             | um 1900 (Villa) | Villa; gestalterisch anspruchsvoller, am Hang gelegener Bau um 1900, mit Backsteinfassade und vielen historisierenden Elementen im Stil des Neobarock, ortsgeschichtlich und künstlerisch von Bedeutung sowie als sichtbarer Teil des Loschwitzer Elbhanges auch städtebaulich von Belang. | 09211241 |
|                                         | Wohnhaus mit Terrasse und Treppe am Haus | Veilchenweg 52 (Karte)                             | 18. Jh. (Wohnhaus) | Wohnhaus, Terrasse und Treppe am Haus, seitlich gelegene kleine Treppenanlage, Sitzplatz und im unteren Grundstücksteil gelegeneTreppenabschnitte; ursprünglich wohl Anwesen eines Winzers, baugeschichtlich und ortsgeschichtlich bedeutend. | 09211239 |
|                                         | Villa mit Torpfeilern | Weinleite 2 (Karte)                                | 1872 oder 1873 (Villa) | charakteristischer historisierender Bau aus der 2. Hälfte des 19. Jahrhunderts, baugeschichtlich bedeutend sowie als sichtbarer Teil des Loschwitzer Elbhanges auch städtebaulich von Belang. | 09211182 |
| Weitere Bilder                          | Einfamilienhaus | Weinleite 3 (Karte)                                | 1937 (Wohnhaus) | charakteristischer, traditionell gestalteter Bau der 1930er Jahre mit zeittypischen Details (Sonnenuhr, Laubengang, Gartenpavillon, erkerartige Fenstergestaltung), baugeschichtlich bedeutend. | 09218268 |
|                                         | Einfamilienhaus | Weinleite 5 (Karte)                                | 1936 (Wohnhaus) | bauliches Zeugnis der Architektur in den 1930er Jahren, weitestgehend ursprünglich erhalten, baugeschichtlich und künstlerisch bedeutend. Die Denkmaleigenschaft des 1936 von Maximilian Heinsius von Mayenburg erbauten Einfamilienhauses Weinleiter ergibt sich aus seinem baugeschichtlichen und künstlerischen Wert. Weitestgehend ursprünglich erhalten, dokumentiert es auf anschaulich nachvollziehbare Weise die Wohnhausarchitektur der 1930er Jahre und gehört außerdem zum Œuvre des lokal bedeutsamen Architekten. Darüber hinaus besitzt die Weinleite 5 mit ihrer noblen und wohlproportionierten Gestaltung besondere künstlerische Qualitäten. Dabei unterscheidet sie sich deutlich von der damaligen Alltagsarchitektur (LfD/1997). | 09218270 |
|                                         | Wohnhaus und Gartenpavillon | Weinleite 6 (Karte)                                | 1936 (Wohnhaus) | typischer Wohnbau der 1930er Jahre vom wichtigen Dresdener Architekten Maximilian Heinsius von Mayenburg, mit hohem abschließenden Walmdach, baugeschichtlich und personengeschichtlich bedeutend. | 09218269 |
|                                         | Mietshaus in Ecklage und offener Bebauung | Wilhelminenstraße 1 (Karte)                        | 1904 (Mietshaus) | herrschaftliches Wohngebäude mit markantem Eckbau und zwei Seitenrisaliten, insbesondere die genannten Gebäudeteile mit Dekor im Jugendstil, baugeschichtlich und künstlerisch bedeutend. | 09211420 |
|                                         | Mietvilla mit Einfriedung | Wilhelminenstraße 4 (Karte)                        | um 1900 (Mietvilla) | repräsentativer historisierender Bau mit aufwendig verzierten Giebeln, baugeschichtlich und wohl auch künstlerisch bedeutend. | 09211421 |
|                                         | Mietshaus mit Einfriedung in offener Bebauung                                                                                                   | Wilhelminenstraße 8 (Karte)                        | um 1900 (Mietshaus) | Mietshaus mit Einfriedung in offener Bebauung; markanter Bau der Wende vom 19. zum 20. Jahrhundert mit Tendenz zum Reformstil, Kontrast zwischen Klinkerfassade und traditionell gestaltetem Dachbereich, baugeschichtlich bedeutend. | 09211422 |
|                                         | Mietvilla mit Einfriedung | Wilhelminenstraße 10 (Karte)                       | bezeichnet 1897 (Mietvilla) | herrschaftliches Wohngebäude mit Turmanbau, zur Straße hoher Giebel mit Dekor im Jugendstil, baugeschichtlich und künstlerisch bedeutend. | 09211423 |
|                                         | Mietvilla mit Einfriedung in Ecklage | Wolfshügelstraße 7 (Karte)                         | Anfang 20. Jh. (Villa) | gestalterisch höchst anspruchsvoller Bau der versachlichten Architektur kurz nach 1900 mit hoch aufragendem Baukörper und nur akzentuierend eingesetztem, aber wirkungsvollem Dekor, dominiert von Turmanbau, vor allem baugeschichtlich und künstlerisch bedeutend. | 09211475 |
|                                         | Mietvilla mit Einfriedung | Wolfshügelstraße 9 (Karte)                         | um 1900 (Villa) | charakteristischer Bau seiner Zeit mit Backsteinfassade, Zierelementen aus Holz, wie Fachwerk und weit vorstehender Giebelüberdachung, baugeschichtlich bedeutend. | 09211459 |
|                                         | Mietvilla mit Einfriedung und Ruhesitz an der Ecke                                                                                              | Wolfshügelstraße 12 (Karte)                        | um 1900 (Mietvilla) | charakteristische Stilvilla des späten 19. Jahrhunderts mit historisierenden Fassaden, belebt von markanten Anbauten, Ziergiebeln, Schmuckfachwerk und Farbglasfenster, weitestgehend ursprünglich erhalten, baugeschichtlich und künstlerisch bedeutend, zudem als Teil von Oberloschwitz stadtentwicklungsgeschichtlich von Belang. | 09211474 |
|                                         | Mietvilla mit Einfriedung | Wolfshügelstraße 16 (Karte)                        | um 1900 (Villa) | frühes Beispiel der Reformarchitektur um 1900 mit hohem markantem Schweifgiebel und weiteren akzentuierten Gestaltungselementen, wie zum Beispiel einem Relief, baugeschichtlich und künstlerisch von Bedeutung. | 09211460 |
|                                         | Haus Schöneck | Wolfshügelstraße 18 (Karte)                        | um 1885 (Villa) | Mietvilla mit Einfriedung; typischer großzügiger Oberloschwitzer Wohnbau in offener Bebauung, stadtentwicklungsgeschichtlich bedeutend. | 09211351 |
|                                         | Mietvilla | Wolfshügelstraße 22 (Karte)                        | um 1885 (Villa) | mit neoklassizistischen Stilelementen erbaute Villa der 2. Hälfte des 19. Jahrhunderts, markant ist der nordöstlich angesetzte Turm als Eingangsbereich, baugeschichtlich bedeutend. | 09211352 |
|                                         | Villa Martha | Wolfshügelstraße 26 (Karte)                        | um 1910 (Villa) | Mietvilla mit Einfriedung; typischer Bau der Reformarchitektur nach 1900, vereinzelte Schmuckelemente, wie Festons zur Auflockerung der Fassade, markant die Giebelgestaltung, baugeschichtlich bedeutend. | 09211353 |
|                                         | Villa, Remisengebäude einschl. Kutscherwohnung, Gärtnerhaus                                                                                     | Wunderlichstraße 1c; 1d; 1f; 1g (Karte)            | im Kern Ende 19. Jh. (Villa), 1905 (Villa), um 1900 (Garten) | Villa, Remisengebäude einschließlich Kutscherwohnung, Gärtnerhaus, drei Gartenpavillons, Garten, Treppenanlage mit Terrasse und Einfriedung; weitgehend ursprünglich erhaltenes in seiner heutigen Form neobarockes Anwesen mit allen wesentlichen Elementen von architektonischer, künstlerischer und gartengestalterischer Bedeutung, außerdem im Innern reiche Ausstattung u. a. Stuckdekor. | 09211145 |
|                                         | Mietvilla | Wunderlichstraße 3 (Karte)                         | Anfang 20. Jh. (Villa) | charakteristisches Beispiel der Reformarchitektur nach 1900 mit markantem, beinahe schmucklosem Baukubus, Abschluss durch hohes Krüppelwalmdach, Belebung mittels Fachwerkgiebel, vor allem baugeschichtlich bedeutend. | 09211144 |
|                                         | Sachgesamtheit Deutsche Heilstätte für Invaliden und Kranke; Heim für Ruhe- und Erholungsbedürftige (ehem.)                                     | Wunderlichstraße 16; 17 (Karte)                    | 1872 (Heilanstalt) | Sachgesamtheit Deutsche Heilstätte bestehend aus ehemaligem Winzerhaus von 1776 (Nr. 17), nördlich davon gelegenem, 1894 errichteten s. g. Neuen Haus (Nr. 16) und aufwendiger Einfriedungsgestaltung (Einzeldenkmale ID-Nr. 09211143), jüngerem Anbau des Weinberghauses (Nr. 17) und Freiflächen (alles Sachgesamtheitsteile); Einzeldenkmale baugeschichtlich bedeutend, gesamtes Anwesen als historische Heilstätte und Rehabilitationsstätte zudem ortsgeschichtlich und sozialgeschichtlich bedeutend. | 09303513 |
|                                         | Deutsche Heilstätte für Invaliden und Kranke (ehem.): Weinbergshaus (ehem.) und sog. Neues Haus (Einzeldenkmale zu ID-Nr. 09303513)             | Wunderlichstraße 16; 17 (Karte)                    | 1679 Dendro (Vorgängerbau), bezeichnet 1776 (Winzerhaus), 1894 (Heilanstalts-Bestandteil)                                                                                                  | Einzeldenkmale der Sachgesamtheit Deutsche Heilstätte für Invaliden und Kranke: Weinbergshaus (ehem.) von 1776 (Nr. 17), nördlich davon gelegenes, 1894 errichtetes sog. Neues Haus (Nr. 16) und aufwendige Einfriedungsgestaltung; das zweigeschossige Weinbergshaus mit frei gelegtem Fachwerkobergeschoss und Walmdach durch Portal mit Rokokotür akzentuiert, das zweigeschossige Neue Haus mit flach geneigtem Dach und weiten Dachüberständen vom Schweizerhausstil beeinflusst, 1872 Gründung der Invalidenheilstätte durch Marie Simon, später Stiftung des Roten Kreuzes sowie Heim für Ruhebedürftige und Erholungsbedürftige, Weinbergshaus und Neues Haus als Zeugnisse der Architektur der 2. Hälfte des 18. und aus dem Ende des 19. Jahrhunderts baugeschichtlich bedeutend, das gesamte Anwesen als historische Heilstätte und Rehabilitationsstätte zudem ortsgeschichtlich und sozialgeschichtlich bedeutend (Einzeldenkmale ID-Nr. 09303513). | 09211143 |
|                                         | Villa | Wuttkestraße 1 (Karte)                             | 1889 (Villa) | dem Schweizerhausstil angelehnter Bau im damaligen Zeitgeschmack, einfach gehaltene Kubatur mit Zierfachwerk und Balkenköpfen, auffällig ist die hölzerne Gestaltung des hohen Zwerchgiebels und der breite zur Straße gewandte Balkon, baugeschichtlich bedeutend. | 09211211 |
|                                         | Villa | Wuttkestraße 5 (Karte)                             | um 1900 (Villa) | schlichter Kubus mit Zierfachwerk und aufwendig gestalteten hölzernen Vorbau mit Eingangsbereich (Farbglasfenster), Veranda und übergiebelten Balkon, baugeschichtlich von Bedeutung. | 09211210 |
|                                         | Mietvilla | Zeppelinstraße 2 (Karte)                           | bezeichnet 1916 (Villa) | typischer Bau der Reformarchitektur nach 1900 mit wenigen neoklassizistischen Stilelementen (Dreiecksgiebel, Lisenen) zur Auflockerung der sonst schlichten Fassade, baugeschichtlich bedeutend. | 09211336 |
| Weitere Bilder                          | Villa Meißner; Villa von Ardenne | Zeppelinstraße 7 (Karte)                           | 1912 (Villa) | Villa mit Terrassenanlage; repräsentatives Anwesen im Stil der Reformarchitektur mit neobarocken Stilelementen, sehr schlichte Fassadengestaltung, markant ist die Dachgestaltung mit Rundgiebeln, vielen kleinen Dachfenstern und Dachreiter sowie einem turmartigen Anbau mit Aussichtsplattform, baugeschichtlich und künstlerisch von Bedeutung, sowie als Teil des Loschwitzer Elbhanges städtebaulich von Bedeutung, als Wohnstätte von Manfred von Ardenne auch personengeschichtlich von Belang. | 09211324 |
|                                         | Jahnstiege | Zwanzigerstraße (Karte)                            | bezeichnet 1897 (Portal) | Treppenanlage mit Portal; als markanter Loschwitzer Verbindungsweg sowohl verkehrsgeschichtlich als auch landschaftsgestalterisch bedeutend. | 09211338 |
|                                         | Wohnhaus mit Nebengebäude in offener Bebauung                                                                                                   | Zwanzigerstraße 11 (Karte)                         | 1. Hälfte 19. Jh. (Wohnhaus) | als ältere Loschwitzer Bebauung ortsgeschichtlich von Belang | 09211339 |

## Ehemalige Kulturdenkmale
| Bild | Bezeichnung | Lage                        | Datierung | Beschreibung                                                                     | ID |
| ---- | ----------- | --------------------------- | --------- | -------------------------------------------------------------------------------- | -- |
|      | Wohnhaus    | Calberlastraße 18 (Karte)   |           | ehem. Weingut, Nebengebäude, Bruchsteinmauer, Teilfläche des einstigen Weinbergs |    |
|      | Wohnhaus    | Grundstraße 11 (Karte)      |           |                                                                                  |    |
|      | Wohnhaus    | Grundstraße 56 (Karte)      |           | Wohnhaus in offener Bebauung, mit verbrettertem Obergeschoss und Schmuckportal   |    |
|      | Wohnhaus    | Malerstraße 4 (Karte)       |           | Villa, Wohnstätte von Ludwig Richter                                             |    |
|      | Villa       | Wilhelminenstraße 2 (Karte) |           | Mietvilla mit Einfriedung                                                        |    |

## Ausführliche Denkmaltexte
1. ↑  Denkmaltext

Die Pillnitzer Landstraße 17 in Dresden, OT Loschwitz erscheint als ein architektonisch gelungener Umbau von 1921. Veranda, Gestaltungselemente, Stützmauer mit Pergola, Pforte usw. stammen aus dieser Zeit. Der Kernbau des Landhauses ist wohl um 1870 entstanden. Der zumeist neobarock oder neoklassizistisch zu nennende Schmuck des Umbaus (stilisierte florale Motive) konzentriert sich an den Tür- und Fensteröffnungen (Festons, Gitter, Ausleger usw.). Im Inneren haben sich noch Teile der wandfesten Ausstattung erhalten. Auf den Plänen von 1921 erscheint der Architekt Curt Reimer als Bauherr, Bauleiter und Bauausführender. An der Pillnitzer Landstraße 17 werden die gestalterischen Entwicklungstendenzen der Loschwitzer Landhaus- und Villenarchitektur im ausgehenden 19. Jahrhundert und um 1925 an einem konkreten Bauwerk anschaulich (LfD/1997).
2. ↑  Denkmaltext

Die Sternwarte, ein runder mit drehbarer Vier-Meter-Beobachtungskuppel abgeschlossener Baukörper, wurde 1956 von Manfred von Ardenne errichtet und beherbergt einen zwischen 1909 und 1911 bei Carl Zeiss Jena gefertigten und von ihm aus der damaligen Sowjetunion „zurückgebrachten“ Refraktor. Dieser Zeiss-Refraktor besitzt ein sogenanntes E-Objektiv mit einem Objektivdurchmesser von 200 mm und einer Brennweite von 3000 mm. Es handelt sich dabei um einen Fraunhofer Achromat, ein Teleskop mit zwei Linsen, welche eine teilweise Farbfehlerkorrektur ermöglichen.
Die Nachführung des Refraktors erfolgte bereits automatisch durch ein mechanisches, sehr präzises Stundenlaufwerk. Nach der Fertigstellung der Anlage stellte von Ardenne die Sternwarte der Öffentlichkeit zur Nutzung zur Verfügung. 2007 wurden Gebäude und Kuppel saniert, zudem erhielt der Refraktor anstelle des mechanischen Stundenlaufwerks eine elektronische Schrittmotorsteuerung.
Da der Refraktor in dieser Art Seltenheitswert besitzt – es wurden überhaupt nur sechs dieser Instrumente in Jena gefertigt – besitzt die Anlage einen hohen wissenschaftlich-dokumentarischen Wert und eine große technikgeschichtliche Bedeutung. Zudem ist die Sternwarte nicht nur Zeugnis für ein Interessensgebiet des ab 1955 in Dresden ansässigen Naturwissenschaftlers Manfred von Ardenne, sondern auch für sein Engagement für die an der Astronomie interessierte Dresdner Öffentlichkeit. Damit kann der Anlage auch eine ortsgeschichtliche Bedeutung zugesprochen werden (LfD/2012).
3. ↑  Denkmaltext

Das Anwesen der Plattleite 27/29 gehörte nach 1900 der Holzhändlerin Pauline Selma verw. Weidenmüller, die das Gelände zu verschiedenen Zwecken weiter vermietet hatte. Dort befand sich u. a. eine Zimmerwerkstatt und eine Verkaufshalle. Wegen der Werkstatt gab es Auseinandersetzungen mit dem Gemeindevorstand. Das änderte sich 1926–1927, als der Fabrikbesitzer Fritz Weidenmüller, Dreiweiden, Zschopautal die heute noch vorhandene Villa nach Plänen des Architekten Max Herfurt errichten ließ.
Nachdem Manfred von Ardenne nach dem Zweiten Weltkrieg aus der Sowjetunion zurückgekehrt war, wurde die Villa Plattleite 29 von 1953–1954 für ihn zum Instituts- und Wohngebäude umgebaut. Seit 1963 diente es als Labor- und Verwaltungsgebäude seines Forschungsinstituts. Die Pergola an der Gartenseite entstand 1955–1956 nach einem Plan des akademischen Architekten Johannes Rascher. Die Ausführung, wie fast alle Umbauten seit 1953/54, lagen in den Händen der Firma „Richard Fülle Bauunternehmung Baumeister Rud. Kurt Lohse“. 1974–1975 sind in das Erdgeschoss ein Speisesaal und eine Küche eingebaut worden.
4. ↑  Denkmaltext

Bei der 1913 von den Architekten Stephan und Möbius (Architektenzeichen an Fassade) errichteten Villa handelt es sich um ein qualitätsvolles Beispiel der gehobenen Wohnkultur Anfang des 20. Jahrhunderts. Der schlichte, aber anspruchsvolle Bau zeigt vereinfachte klassizistische und barockisierende Elemente, darunter Dreiecksgiebel auf den Zwerchhäusern, wie sie für die Zeit nach 1900 typisch waren. Außerdem gehört er zum Œuvre des Architekturbüros Stephan und Möbius, das den Villenbau Dresdens zwischen Jahrhundertwende und Erstem Weltkrieg entscheidend mitprägte. Viele Villen des gut gehenden Büros befinden sich heute in Loschwitz, insbesondere im Bereich Heideparkstraße und Böhmerstraße (heute zum Ortsteil Radeberger Vorstadt gehörend), aber auch in Zschärtnitz und anderen Teilen der Stadt. Der Denkmalwert ergibt sich somit in erster Linie aus dem baugeschichtlichen Wert. Darüber hinaus ist die Schädestraße 2 aber auch im Zusammenhang mit Loschwitz stadtentwicklungsgeschichtlich von Bedeutung (LfD/2011).
5. ↑  Denkmaltext

Die sehr schlichte, aber ausgewogen proportionierte Villa Steglichstraße 9 wurde 1905–1906 auf Veranlassung des seinerzeit einflussreichen und in Oberloschwitz ansässigen Kaufmanns und Steinbruchbesitzers Bruno Hietzig errichtet. Dies trifft auch auf die Steglichstraße 9 b und 11 zu. Die drei als so genannte „Blumenvillen“ bekannten Gebäude tragen die Namen „Malve“, „Goldregen“ und „Margerita“ (Nr. 11, nicht unter Denkmalschutz).
Der Architekt der „Villa Malve“, Steglichstraße 9 war Rudolf Kolbe. Kolbe gehört ohne Zweifel zu den bedeutendsten Dresdner Architekten aus der 1. Hälfte des 20. Jahrhunderts. Sein wohl bekanntestes Werk ist die Heilandskirche in Cotta. Darüber hinaus hat er Entwürfe für verschiedene Friedhöfe geliefert und unzählige Wohnhäuser und Villen in Loschwitz und auf dem Weißen Hirsch projektiert. Hinzu kommen zahlreiche Arbeiten außerhalb Dresdens. Mit der Steglichstraße 9 hat er ein für die Entstehungszeit modernes Gebäude geschaffen. Ganz im Sinne der damals sich entwickelnden Reformarchitektur verzichtete er weitestgehend auf Bauschmuck und stellte die Funktionalität des Gebäudes in den Mittelpunkt. Bauelemente, Gliederungen und Ornamentik werden kaum und nur akzentuierend eingesetzt.
Die Steglichstraße 9 ist somit ein charakteristisches Beispiel der Architekturentwicklung Anfang des 20. Jahrhunderts. Außerdem gehört sie zum Œuvre eines bekannten Dresdner Architekten. Zeitweilig (um 1930) lebte Emil Bergmann, einer der Begründer der Freitaler Bombastuswerke in der Villa. Aus diesem Grund ist diese auch personengeschichtlich wertvoll (LfD/2011).
6. ↑  Denkmaltext

Das 1935 entstandene Gebäude Stürenburgstraße 10 in Dresden, OT Loschwitz erscheint mit seiner maßvollen Fassadengliederung, dem hohen, schlanken Walmdach sowie dezent und wirkungsvoll angebrachten Details, wie Weinspalier, Klappläden und einfachen, aber geschmackvollen Gittern als nobles Einfamilienhaus der 1930er Jahre. Gemäß der Architekturdoktrin der Zeit ist es in traditionellen Formen gestaltet. Dabei erinnert das markante Wohnhaus in sehr starkem Maße an Goethes Gartenhaus in Weimar. Dieses galt als Paradebeispiel für die Architektur um 1800, an der sich die Traditionalisten orientierten. Die Denkmaleigenschaft der Stürenburgstraße 10 ergibt sich aus dem Zeugniswert für die Wohnhausarchitektur um 1935, welcher die baugeschichtliche Bedeutung begründet. Mit seinem hohen gestalterischen Anspruch ist es auch künstlerisch von Belang (LfD/2014).
7. ↑  Denkmaltext

Die 1924 vom Architekten Carl Ernst Stephan (bekannt über die Bürogemeinschaft Stephan & Möbius) errichtete Villa Tolstoistraße 9 in Loschwitz hat sich bis auf den Verlust der originalen Hauseingangsüberdachung original erhalten. Es handelt sich um einen im Zeitgeist der 1920er Jahre errichteten schlichten, aber gediegenen Bau der als bauliches Zeugnis jener Epoche architekturhistorisch von Belang ist. Darüber hinaus ist er als Teil des Loschwitzer Villen-Plateaus auch stadtentwicklungsgeschichtlich bedeutend.
Bauherr und erster Eigentümer des Anwesens war Dr. jur. Hans Meier, Ministerialrat unter der sächsischen Regierung des Ministerpräsidenten Max Heldt (1872–1933), Mitglied von SPD und ASPS=Alte Sozialdemokratische Partei Sachsens. Im Jahre 1933 wurde Hans Meier als Jude und führender Repräsentant der sächsischen Sozialdemokratie infolge der Rassengesetze aus sämtlichen Ämtern gedrängt. Nach dem Tod seiner Frau 1937, bereits nicht mehr in Dresden lebend, nahm er sich noch im gleichen Jahr das Leben. Meier ist in den Adressbüchern der Weimarer Republik als Eigentümer des Anwesens (noch unter Souchaystraße) verzeichnet. Die Tatsache, dass er die Villa mit seiner Familie gut zehn Jahre bewohnte, begründet deren personengeschichtlichen Wert (LfD/2015).
8. ↑  Denkmaltext

Bei dem zweigeschossigen Gebäude mit Krüppelwalmdach handelt es sich um ein weitgehend erhaltenes und markantes Gebäude aus dem Spätbiedermeier (architektonische Bedeutung). Der 1843 errichtete Bau erhielt im Zeitraum zwischen 1867 und 1875 einen rückwärtigen Anbau mit klassizistisch gestaltetem Giebel. Das hofseitige Treppenhaus stammt möglicherweise auch aus dieser Zeit. Wie man auf zahlreichen Kotzsch-Fotos sehen kann, war der Veilchenweg 18 schon in der zweiten Hälfte des 19. Jahrhunderts von ortsbildprägender Bedeutung. Von der Elbe aus gesehen (insbesondere aus südwestlicher Richtung) bildet er mit dem gegenüberliegenden Weinberghaus und anderen unmittelbar benachbarten Bauten eine eindrucksvolle Gebäudegruppe (heute nur durch die größere Überbauung des Hanges ein wenig geschmälert). Terrassenanlage und Gartenpavillon geben dem Anwesen eine besondere malerische Note. Als Wohnsitz der berühmten Familie Kyaw (durch diese 1860 erworben) besitzt das Haus Erinnerungswert und ist zudem bedeutend für die Ortsgeschichte (LfD/1997).